# Meßkirch
Meßkirch ([ˈmɛskɪʁç] im Meßkircher Dialekt [ˈmɛskɪʁχ]) ist eine Kleinstadt im Landkreis Sigmaringen in Baden-Württemberg. Die Stadt liegt im westlichen Oberschwaben südwestlich von Sigmaringen zwischen der Donau und dem Bodensee. Der ehemalige Hauptort der zimmerischen Herrschaft Meßkirch kam in Erbfolge zum Fürstentum Fürstenberg und mit der Mediatisierung zu Baden.

## Geographie

### Geographische Lage
Meßkirch liegt an der Nahtstelle von Schwäbischer Alb und voralpiner Moränenlandschaft zwischen der Oberen Donau und dem westlichen Bodensee. Die Gemarkungsfläche umfasst rund 7624 Hektar (Stand: 31. Dezember 2010).
Die Stadt wird von der Ablach durchflossen, die an der Europäischen Wasserscheide entspringt und in die Donau mündet. In der Stadt selbst mündet der Grabenbach in die Ablach. Nordwestlich der Stadt erhebt sich bis fast 900 Meter der Südliche Heuberg.

### Nachbargemeinden
Nachbargemeinden sind Sigmaringen und Inzigkofen im Norden, Krauchenwies im Osten, Wald und Sauldorf im Süden sowie Leibertingen im Westen.

### Stadtgliederung
Die Stadt besteht aus der Kernstadt Meßkirch (mit Igelswies und Schnerkingen) und den Teilorten Dietershofen (mit Buffenhofen), Heudorf, Langenhart, Menningen (mit Leitishofen), Rengetsweiler, Ringgenbach und Rohrdorf.
| Wappen                              | Teilort                                 | Einwohner (Stand: 01.01.2025) | Einwohner (Stand: 01.01.2025) | Einwohner (Stand: 01.01.2025) | Fläche (Stand: 31. Dez. 2010)   | Fläche (Stand: 31. Dez. 2010) |
| Wappen                              | Teilort                                 | gesamt                        | männl.                        | weibl.                        | Fläche (Stand: 31. Dez. 2010)   | Fläche (Stand: 31. Dez. 2010) |
| ----------------------------------- | --------------------------------------- | ----------------------------- | ----------------------------- | ----------------------------- | ------------------------------- | ----------------------------- |
| Meßkirch · Igelswies · Schnerkingen | Meßkirch mit Igelswies und Schnerkingen | 5983                          | 3021                          | 2962                          | 2465 ha davon 297 ha und 700 ha | 24.652.478 m²                 |
| Dietershofen                        | Dietershofen mit Buffenhofen            | 136                           | 7400                          | 6200                          | 0405 ha                         | 04.050.684 m²                 |
| Wappen Heudorf                      | Heudorf                                 | 355                           | 1790                          | 1760                          | 0787 ha                         | 07.873.727 m²                 |
| Wappen Langenhart                   | Langenhart                              | 239                           | 1190                          | 1200                          | 0435 ha                         | 04.354.061 m²                 |
|                                     | Menningen mit Leitishofen               | 417                           | 2090                          | 2080                          | 0916 ha                         | 09.164.044 m²                 |
| Rengetsweiler                       | Rengetsweiler                           | 409                           | 2320                          | 1770                          | 0505 ha                         | 05.045.149 m²                 |
| Ringgenbach                         | Ringgenbach                             | 2080                          | 1000                          | 1080                          | 0499 ha                         | 04.989.438 m²                 |
| Wappen Rohrdorf                     | Rohrdorf                                | 9190                          | 4710                          | 4470                          | 1611 ha                         | 16.112.147 m²                 |

### Schutzgebiete
Nördlich von Rohrdorf liegt das Naturschutzgebiet Kreuzbühl.
Südlich von Meßkirch hat die Stadt Anteile am FFH-Gebiet Ablach, Baggerseen und Waltere Moor, das Felsentäle sowie ein Fledermausquartier in Menningen gehören zum FFH-Gebiet Riede und Gewässer bei Mengen und Pfullendorf.
Meßkirch gehört außerdem zum Naturpark Obere Donau.

## Geschichte

### Vor- und Frühgeschichte

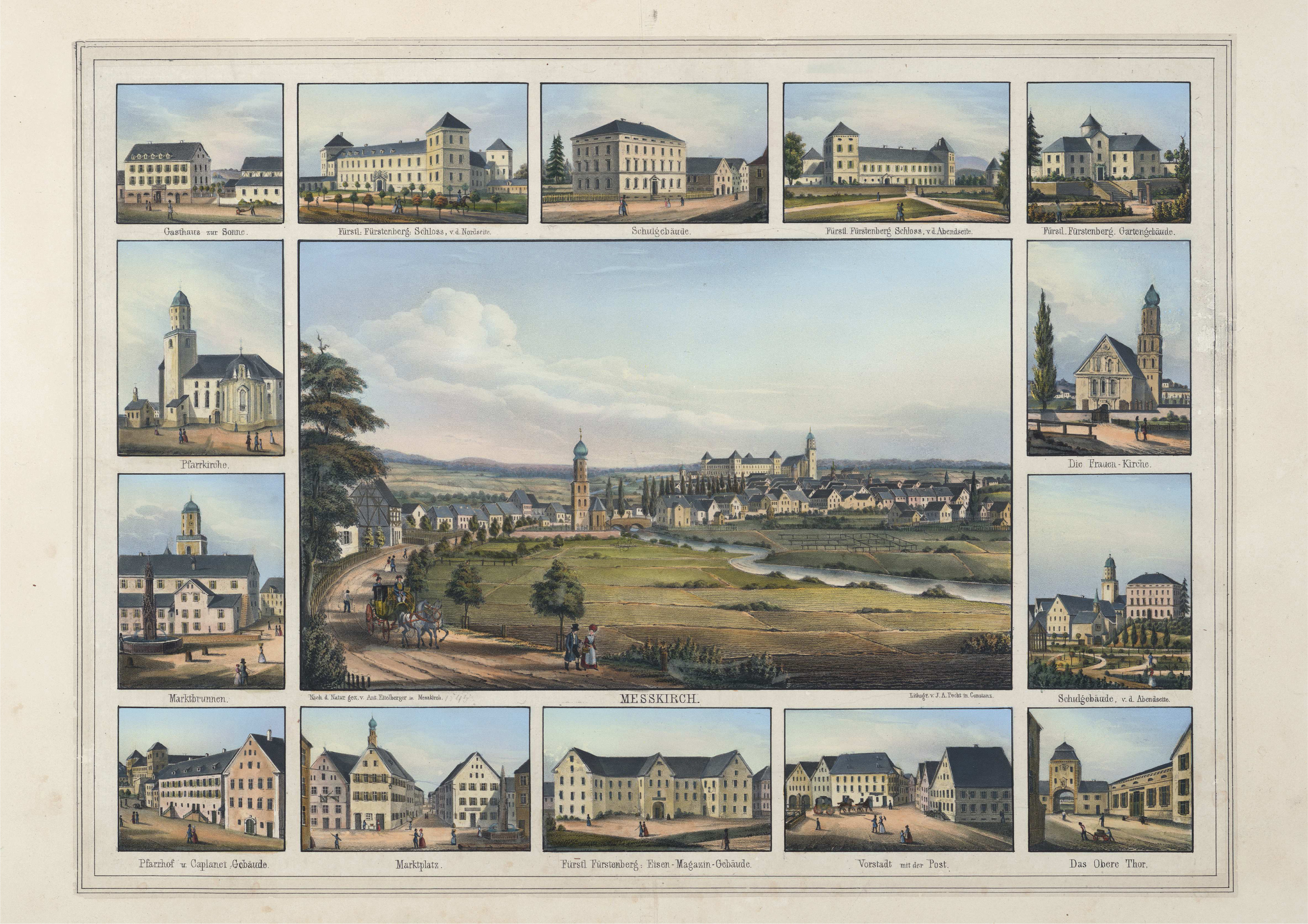
Souvenirblatt Messkirch um 1850

Die Besiedlungsgeschichte des Meßkircher Raums reicht 3000 Jahre zurück. Die ältesten menschlichen Spuren auf Meßkircher Gemarkung stammen aus der Bronzezeit. Grabhügel im Bichtlinger Wald oder auf dem Dreibühl im Schnerkinger Wald zeigen, dass das Gebiet schon in der Hallstattzeit (um 9. bis 5. Jahrhundert vor Christus) relativ dicht besiedelt war. Des Weiteren findet sich bei Ringgenbach eine Gruppe von sieben hallstattzeitlichen Grabhügeln, im Wald Hackenberg zwischen Engelswies und Rohrdorf ein weiterer Grabhügel mit einem Durchmesser von 18 und einer Höhe von 3,6 Metern, am Buhlen und dem Ehnried. Die Siedlungskontinuität setzt sich mit der Latènezeit fort: Im Wald Birkstock in der Nähe von Heudorf fand sich unweit einer Doline eine gut erhaltene keltische Viereckschanze mit Seitenlängen von 73, 91, 62 und 93 Metern.
Nach den Kelten kamen die Römer. Diese hatten im Jahr 15 v. Chr. die Gegend in Besitz genommen. Unter Kaiser Vespasian ist 70/71 n. Chr. eine Militär- und Fernstraße von Argentoratum (Straßburg) nach Augusta Vindelicorum (Augsburg) erbaut worden, die über das Kinzigtal und Brigobannis (Hüfingen) entlang des Danuvius (Donau) verlief. Nicht weit von der als Donausüdstraße bezeichneten Straße liegt die so genannte Altstadt bei Heudorf, das größte bekannte römische Landgut in Südwestdeutschland. Das Land ist an Militärveteranen ausgegeben worden, wobei der Besitzer des Hofes aufgrund einer Weihe-Inschrift auf einem Altarstein bekannt und somit der älteste namentlich bekannte Meßkircher ist: Marcus Aurelius Honoratius Pankratius. Bemerkenswert an diesem römischen Gutshof ist vor allem ein 1978 entdecktes Fresko, das sich heute im Landesmuseum Württemberg in Stuttgart befindet: die Venus von Meßkirch. Zur Datierung: Die älteste Münze zeigt Kaiser Vespasian und entstand um das Jahr 70, die letzte zeigt Caracalla und stammt aus dem Jahr 210. In jenem Jahr hatten die Alamannen erstmals den Limes überschritten. 270 dann hatten sich die Römer endgültig südwärts hinter den Rhein zurückgezogen. Der Gutshof ist vermutlich einem der ersten Vorstöße bei der Alamannischen Landnahme ab 233 zum Opfer gefallen.
Die frühen Alamannen sind eher Viehzüchter und Ackerbauern gewesen und hatten sich, anders als die Römer, entlang der Flussläufe angesiedelt. Darauf, dass diese Siedlungen alamannischen Ursprungs sind, weisen die Suffixe der Ortsnamen entlang der Ablach mit -ingen hin, die stets nach dem Hofgründer benannt sind. Nach der Eingliederung des alamannischen Herrschaftsgebiets in das Frankenreich nach 496 sind Orte mit der Endung -heim an siedlungsgeographisch günstigen Stellen gegründet worden (beispielsweise Thalheim), später folgten an weniger günstigen Stellen Orte mit der Endung -dorf (zum Beispiel Sauldorf). Phasenweise hatten sich von den Altsiedelorten aus der weitere Landesausbau und die Rodung der weiten Wälder vollzogen. Besonders nachvollziehbar ist dies am Beispiel Menningen, wo entlang des Ringgenbachs die Orte Leitishofen, Kogenhofen (Ringgenbach), Buffenhofen und Dietershofen entstanden sind. Die im 8. Jahrhundert gegründeten Orte mit der Endung -weiler sind die letzten gewesen. Die alten Dörfer lagen fast alle westlich der Ablach, östlich findet man vor allem junge Gründungen. Zwei Lanzenspitzen aus der Merowingerzeit weisen auf eine Besiedlung im 7. Jahrhundert hin.

### Erstmalige Erwähnung und Mittelalter

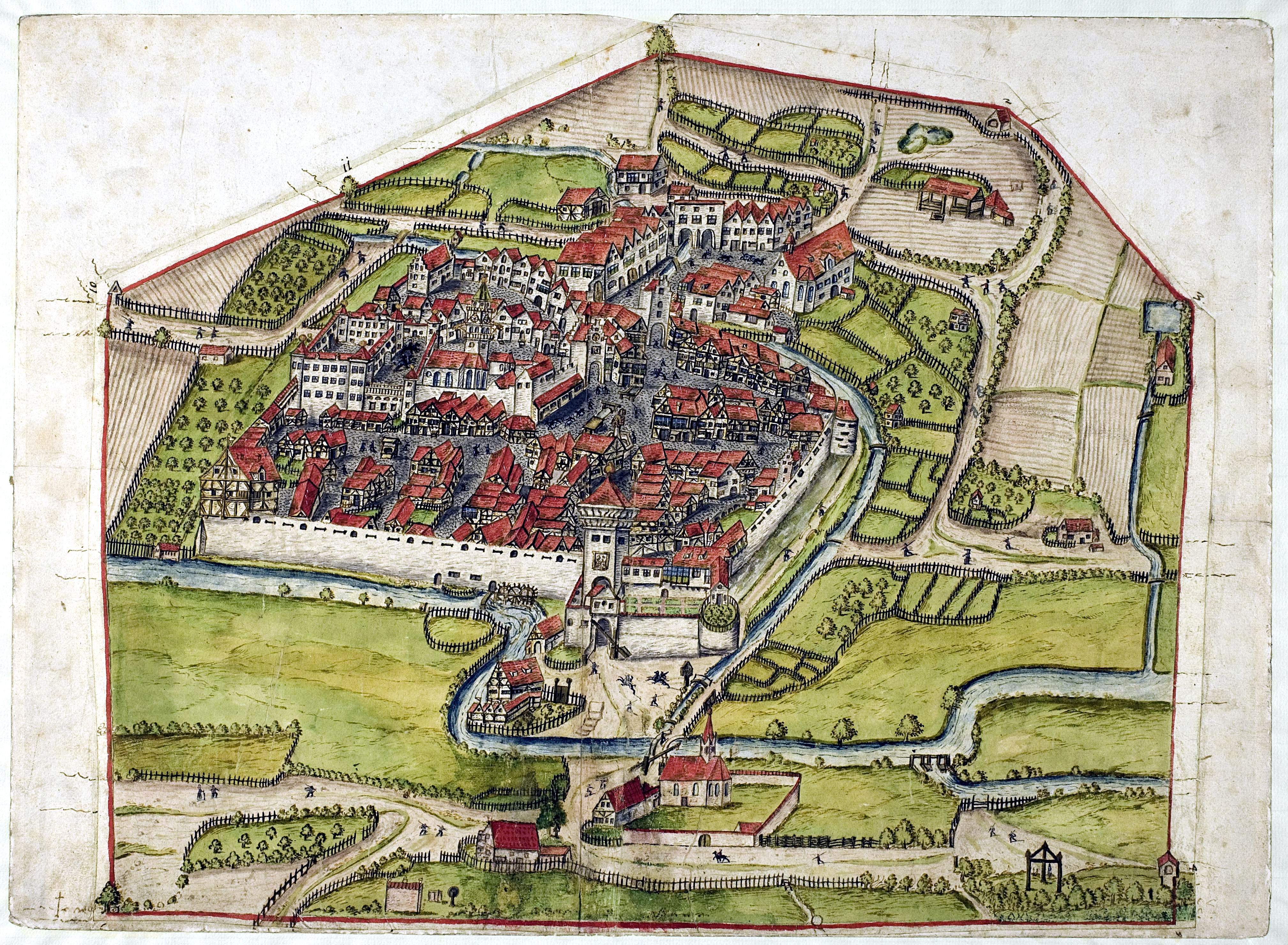
Vogelschau des Ortes Meßkirch, 1575: Oben zu erkennen, die 1550 begonnene Vorstadt mit Neuem Spital und Weisenburg. Ebenfalls gut zu erkennen, das vierflügelige Schloss Meßkirch, sowie die zu der Zeit noch spätgotische St. Martinskirche. Siehe auch: Die Zimmerische Chronik, Band 4, S. 40 f. (Wikisource)

Meßkirch wurde erstmals in der Vita des um 965 geborenen Heiligen Heimerad genannt. Um 1080 wurde die Lebensgeschichte des Pilgermönchs aufgeschrieben. In ihr wird sein Geburtsort als Ort in Oberschwaben erwähnt, der Messankilche heißt. Ein Ort mit einer Kirche in der die heilige Messe gefeiert wurde. Die Martinskirche stammt aus der Zeit der Christianisierung im 8. Jahrhundert. Sie und die drei Peter-und-Paul-Kirchen in der Umgebung deuten auf eine Sonderstellung von Meßkirch als Zentralort der Missionierung im 8. Jahrhundert hin. Das älteste erhaltene Siegel ist eines der Meßkircher Schneiderzunft aus dem Jahr 1050. 1201 war vom Meßkircher Fruchtmaß die Rede. Der Kirchort Meßkirch war damals Teil der Herrschaft der Grafen von Rohrdorf. Nach dem Erlöschen des Grafengeschlechts 1210 wurde ein Großteil der Herrschaft einschließlich Meßkirch an eine Nebenlinie der Truchsessen von Waldburg verkauft, die sich daraufhin Truchsessen von Waldburg zu Rohrdorf nannten.
Im 12. oder 13. Jahrhundert wandelte sich Meßkirch zur Marktsiedlung der Herrschaft. Das Marktrecht ist urkundlich seit 1241 bezeugt, das Stadtrecht in einer Salemer Urkunde seit 1261. Das Stadtrecht ist im Kontext der Stadtgründungen im Bodenseeraum zu sehen. Für die Entwicklung der Stadt spielten zum einen die Lage an einer Furt und an zwei Überlandstraßen eine Rolle, zum anderen um das Jahr 1300 die Verlagerung des Herrschaftssitzes der Truchsesse von der Benzenburg bei Rohrdorf nach Meßkirch, das damit zur Residenz wurde. Seitdem nannte sich die Familie Truchsessen von Waldburg zu Meßkirch. Es folgte der Abbruch der Benzenburg und der Neubau der Burg (Altes Schloss), sowie der Bau der inneren und äußeren Stadtmauer mit zwei Stadttoren. Im Mittelalter umfasste die Stadtmauer schon das Grabenviertel. Keramikfunde aus dem Bereich westlich der Stadtkirche bezeugen, dass dies der ältere Teil der Stadt ist.
Die zimbrische Herrschaft Meßkirch begann 1319 mit der Heirat des Freiherrn Werner von Zimmern des Älteren (1289–1384) mit Anna Truchsessin von Rohrdorf († 1350). Nach ihrem Tod wurde Meßkirch 1351 durch Erbfolge Residenz der Herren von Zimmern (seit 1538 Grafen von Zimmern), was final im Jahre 1354 durch Kauf der Herrschaft bestätigt wurde. Die Herrschaft umfasste die Stadt Meßkirch und ihre sechs Stammdörfer Rohrdorf, Heudorf, Schnerkingen, Wackershofen sowie Ober- und Unterbichtlingen. Die Zimmern verschafften dem kleinen Ort durch künstlerisches, literarisches und wissenschaftliches Interesse über Generationen hinweg großes Ansehen.
Unter Meßkirchs erstem Landesherrn Werner von Zimmern und dessen zweiter Ehefrau Brigitte von Gundelfingen († 1404) kam es zu einer Abwanderung von Bürgern in die benachbarten Reichsstädte, unter anderem Konstanz, Überlingen und Ravensburg. Grund waren die erhobenen Steuern, Fronen und andere Dienste zum Nutzen des Landesherren. Eine Rückkehr der Bürger konnte erst erreicht werden, indem Werner die Untertanen für frei erklärte. Gottfried Werner von Zimmern (1484–1554) errichtete die spätgotische St. Martinskirche (später barock umgestaltet). Unter Graf Froben Christoph von Zimmern (1519–1566), Verfasser der „Zimmerischen Chronik“, erfuhr Meßkirch eine Blüte, die Stadt wuchs und wurde um die so genannte Vorstadt erweitert. Zudem ließ er das Schloss im Stile der italienischen Renaissance als Vierflügelanlage umgestalten und das Spital und viele andere Gebäude bauen.

### Neuzeit
Bis zum Bauernkrieg 1525 lagen die Machtverhältnisse noch zugunsten der Bürger. 1594 erlosch das Geschlecht der Grafen von Zimmern mit dem Tod von Graf Wilhelm von Zimmern (1549–1594) im Mannesstamm und kam über eine Schwester des letzten Grafen an die Grafen von Helfenstein, Freiherren zu Gundelfingen. 1627 kam die Stadt unter die Herrschaft der Meßkircher Linie der Fürsten zu Fürstenberg.
In der ersten Hälfte des 18. Jahrhunderts hatte Meßkirch weniger als 1000 Einwohner. Der 1716 in den Fürstenstand erhobene Graf Froben Ferdinand von Fürstenberg-Mößkirch (1664–1741) stieg in den Diensten von Kaiser Karl VI. bis zum kaiserlichen Prinzipalkommissar am Regensburger Reichstag auf, als Bauherr und Mäzen zog er Baumeister und Künstler von überregionalem Rang in seine Residenzstadt, die sich zu einer der glanzvollsten Fürstenresidenzen in Südwestdeutschland entwickelte. Mittelpunkt dieses frühneuzeitlichen Territorialkomplexes war die Residenz Meßkirch mit ihrem noch auf die Grafen von Zimmern zurückgehenden Renaissanceschloss aus der Mitte des 16. Jahrhunderts. Hier standen Fürst Froben Ferdinand und seiner Familie um 1720 ein Hofstaat und eine Zentralverwaltung von rund 80 Bediensteten zur Verfügung. Die enormen Ausgaben für die fürstliche Repräsentation, Hofhaltung und zumal die Bautätigkeit bescherten den Meßkircher Handwerkern und Händlern beständige Einkünfte. Hof und fürstliche Verwaltung waren die wichtigsten Arbeitgeber der Stadt.
Als im Jahr 1744 Karl Friedrich von Fürstenberg-Mößkirch (1714–1744) starb und mit ihm die Meßkircher Linie der Fürsten von Fürstenberg, stellte sich ein abruptes Ende in der Entwicklung der Stadt als Residenz ein. Als die Donaueschinger Linie der Fürstenberger Meßkirch übernahm, verlor die Stadt Hofhaltung und Regierungsbehörden, mit schweren wirtschaftlichen Konsequenzen. Meßkirch war also nicht mehr Residenz, gehörte aber weiterhin zu dem Fürstentum.

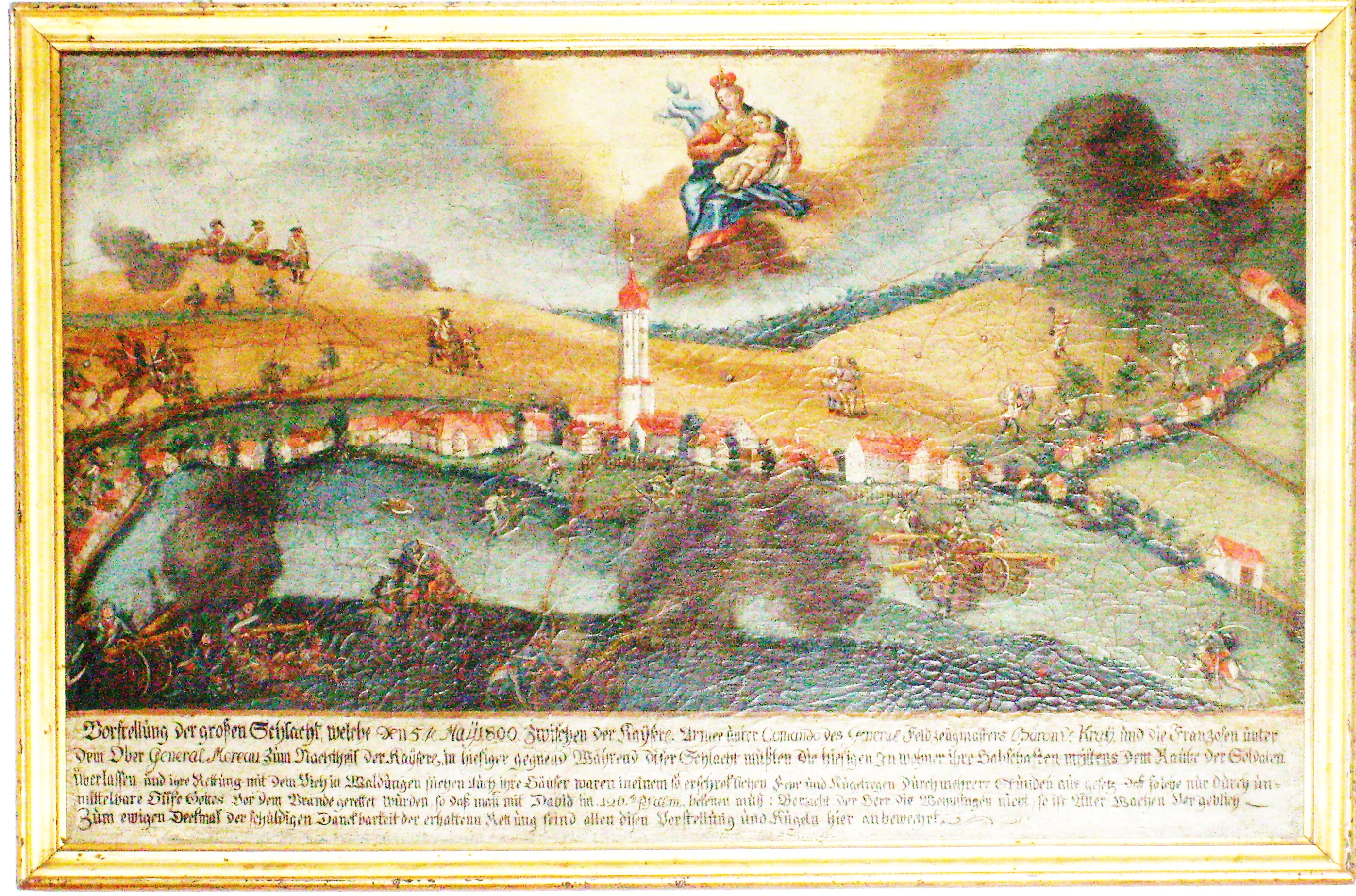
Votivbild der Schlacht bei Meßkirch in der Pfarrkirche in Rohrdorf

Am 5. Mai 1800 fand der als Schlacht bei Meßkirch bekannte militärische Zusammenstoß zwischen französischen und österreichischen Truppen im Zweiten Koalitionskrieg statt. An die blutige Schlacht, die im Meßkircher Raum tiefe Spuren hinterließ, erinnert eine Inschrift mit dem Namen Meßkirchs (MOESKIRCH) am Arc de Triomphe in Paris.
Nach Säkularisation und Mediatisierung 1803 ging das Fürstentum Fürstenberg im Jahr 1806 im neu gegründeten Großherzogtum Baden auf. Die Stadt war bis 1936 badische Oberamtstadt.
In der Stadt kämpften im so genannten „Meßkircher Zeitungskrieg“, beginnend während des Badischen Kulturkampfs bis zur Zeit des Nationalsozialismus im Jahr 1933, zwei Lager um die Macht, das katholische Zentrum und die Liberalen. Zwei Lokalzeitungen, seit 1872 der liberale Oberbadische Grenzbote und seit 1898 das katholische Heuberger Volksblatt, versuchten die Position des eigenen Lagers zu stärken und das des anderen zu schwächen.
Am 16. November 1911 erschütterte um 22.25 Uhr ein schweres Erdbeben die Region. An den Häusern entstanden Risse, Schornsteine stürzten um, an der Liebfrauenkapelle entstand ein 15 Zentimeter breiter Riss an der Westwand, Sandsteinverzierungen fielen vom Rathausgiebel auf die Straße, in den umliegenden Orten werden vor allem Kirchtürme beschädigt.

### Zeit des Nationalsozialismus
Im Zuge der nationalsozialistischen Verwaltungsreform im Landeskommissärbezirk Konstanz wurde der Amtsbezirk Meßkirch 1936 aufgelöst, womit die Stadt Meßkirch dem Oberamt Stockach angegliedert wurde. Aus diesem entstand 1939 der Landkreis Stockach.
In der Zeit des Nationalsozialismus wurde auf dem Areal der ehemaligen Schuhfabrik Eyrich, die in den Wirtschaftskrisen der 1920er Jahre schließen musste, dem heutigen Bizerba-Gelände, ein Reichsarbeitsdienstlager des Reichsarbeitsdienstes (RAD) errichtet.
Kurz vor Ende des Zweiten Weltkriegs wurde Meßkirch am 22. Februar 1945, im Rahmen der alliierten Operation Clarion, eines gemeinsamen Unternehmens der US-amerikanischen und britischen Luftstreitkräfte, Ziel eines Luftangriffes. Gegen 12 Uhr überflogen sieben Jagdbomber vom Typ „De Havilland D.H.98 Mosquito“ das Bahnhofsgelände und nahmen einen Güterzug und eine Rangierlok unter Beschuss. Zwei Stunden später kam es zu einem weiteren Luftangriff. Ziel der 442nd Squadron der 320th Bombardment Group der United States Army Air Forces mit sieben Mittelstreckenbombern vom Typ Martin B-26 „Marauder“ aus dem lothringischen Épinal unter dem Kommando von Captain Lafayette R. Welsh war der Meßkircher Bahnhof. Kurz nach 14 Uhr schlugen circa 42 Bomben im Primärziel Bahnhof ein. Aber auch in der Ortsmitte, das heißt in der Bahnhofstraße, in der Museumstraße und in der unteren Hauptstraße, wurden zwei Wohngebäude zerstört, 24 schwer und 80 leicht beschädigt. Durch Sprengbomben direkt und indirekt durch sieben Bomben mit Zeitzünder (6 und 12 Stunden Langzeitverzögerung) kamen 35 Menschen, unter anderem beim Löschen und Bergen, ums Leben, 93 wurden verwundet. Die meisten der Opfer waren Frauen und Kinder. Bei manchen Toten wurde die Identität nie geklärt, weil sich viele Fremdarbeiter und Soldaten in der Stadt befanden, sie wurden in einem bis heute erhaltenen Massengrab auf dem Meßkircher Friedhof beigesetzt.
Am 22. April 1945 wurde die Stadt durch französische Truppen besetzt. Bis 1949 gehörte Meßkirch zur Französischen Besatzungszone.

### Nachkriegszeit bis heute

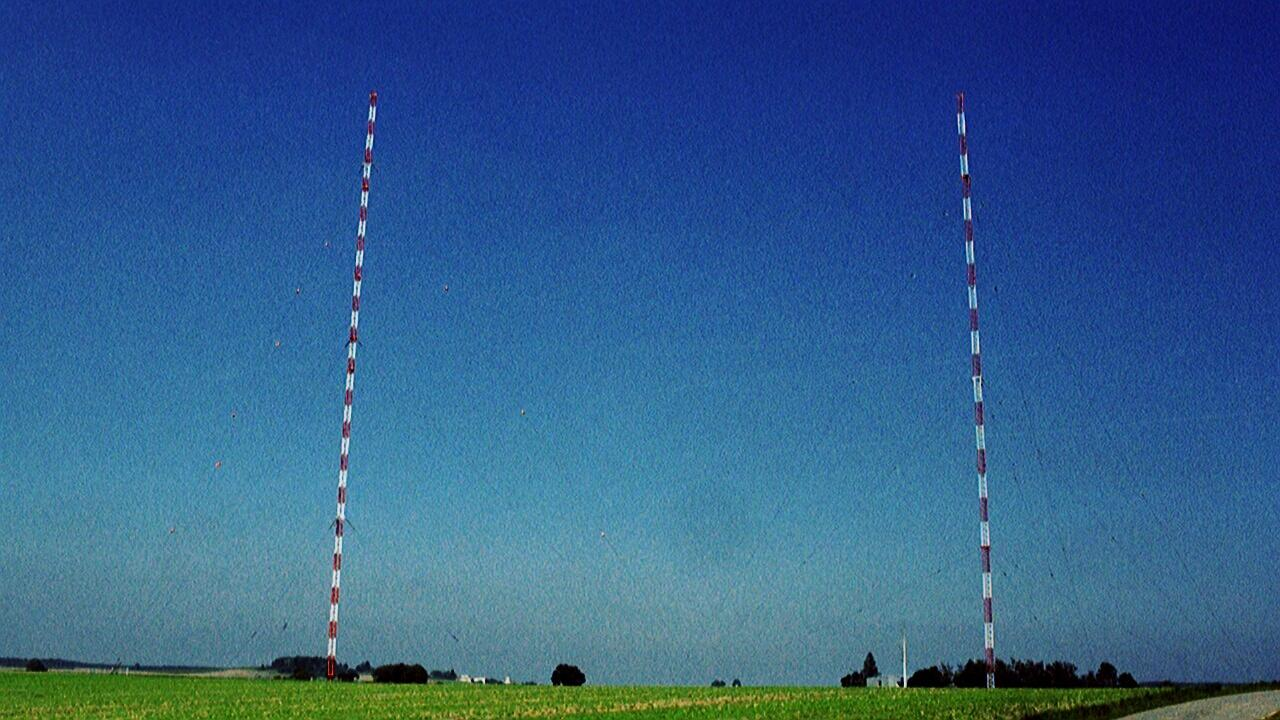
Bodenseesender

Bis 1949 gehörte Meßkirch zur Französischen Besatzungszone. Vom 1. Dezember 1945 an gehörte Meßkirch zu Baden (Südbaden) das am 23. Mai 1949 der Bundesrepublik Deutschland beitrat. Mit der Gründung Baden-Württembergs wurde Meßkirch am 25. April 1952 Teil von Baden-Württemberg.
Mit der Kreis- und Verwaltungsreform vom 1. Januar 1973 wurde der seit 1952 zum Regierungsbezirk Südbaden mit Sitz in Freiburg im Breisgau gehörende Landkreis Stockach aufgelöst. Meßkirch wurde dem Landkreis Sigmaringen zugeordnet, welcher zum Regierungsbezirk Tübingen gehört. Die ehemals badische Amtsstadt verlor im Zuge der Reformen zahlreiche Behörden und Schulen und andere wichtige Einrichtungen, darunter auch das Kreiskrankenhaus, das Amtsgericht und die Berufsschulen.
1964 wurde der Bodenseesender, eine Sendeanlage für Mittelwelle und bis 2004 auch Kurzwelle, errichtet. Diese Anlage wurde 1977/78 umgebaut und 2013 demontiert.
Nach dem Zusammenbruch zweier Unternehmen stieg im Dezember 1983 die Arbeitslosigkeit in Meßkirch auf einen Negativrekord von 17 Prozent.

### Eingemeindungen
Am 1. April 1936 wurde die Gemeinde Schnerkingen nach Meßkirch eingemeindet. Am 1. Dezember 1971 wurde Igelswies auf eigenen Wunsch in die Stadt Meßkirch eingemeindet und wechselte damit auch vom Landkreis Sigmaringen zum damaligen Landkreis Stockach. Die ehemaligen Nachbargemeinden Heudorf bei Meßkirch, Langenhart, Menningen und Rohrdorf wurden am 1. Januar 1974 ebenfalls auf eigenen Wunsch eingemeindet. Die ehemaligen Nachbargemeinden Dietershofen, Ringgenbach und Rengetsweiler sind seit der Gemeindereform vom 1. Januar 1975 ebenfalls Teilorte von Meßkirch, wobei Dietershofen und Ringgenbach freiwillig eingemeindet wurden. Rengetsweiler unterlag mit seiner Klage gegen die Eingemeindung vor dem Staatsgerichtshof.

### Einwohnerentwicklung
| Jahr | Einwohner |
| ---- | --------- |
| 1855 | 1678      |
| 1858 | 1728      |
| 1910 | 2240      |
| 1961 | 3770      |
| 1970 | 4514      |
| 1991 | 7913      |
| 1995 | 8711      |
| 2005 | 8583      |
| 2010 | 8291      |
| 2015 | 8302      |
| 2020 | 8428      |

Einwohnerentwicklung von Meßkirch von 1855 bis 2017

Ohne die eingemeindeten Ortsteile zu berücksichtigen, wuchs die Einwohnerzahl von Meßkirch vom 31. Dezember 1910 bis zum 31. Dezember 2010 um 3420.

## Religion
Meßkirchs Bevölkerung ist überwiegend römisch-katholischer Konfession. Die katholische Kirchengemeinde ist über das Dekanat Sigmaringen-Meßkirch der Erzdiözese Freiburg zugehörig. Daneben gibt es eine Kirchengemeinde der Evangelischen Landeskirche in Baden sowie Gemeinden der Mennoniten, der Zeugen Jehovas, der Neuapostolischen Kirche und die altkatholische Gemeinde Sauldorf-Meßkirch. 1991 haben türkische Zuwanderer eine islamische Gemeinde gegründet. Der Türkisch-Islamische Kulturverein hat eine Moschee in der Mengenerstraße errichtet.
Für das Mittelalter ist in Meßkirch eine kleine jüdische Gemeinde verzeichnet. Sie wurde in der Pestverfolgung 1348/49 vernichtet. Erst nach den Emanzipationsgesetzen von 1862 ließen sich in der Stadt wieder Juden nieder. 1875 bekannten sich acht Einwohner der Stadt zum jüdischen Glauben, 1900 elf und 1910 neun. Die Meßkircher Juden gehörten zur jüdischen Gemeinde Gailingen. Wegen des weiten Weges zur dortigen Synagoge hatten sie in Meßkirch einen eigenen Versammlungs- und Gebetsraum in der Tuttlinger Straße. Das jüdische Gemeindeleben erlosch Ende der 1920er Jahre, als die letzten Juden die Stadt verließen. Die Volkszählung von 1925 verzeichnet keine Juden mehr.

## Politik

### Gemeinderat

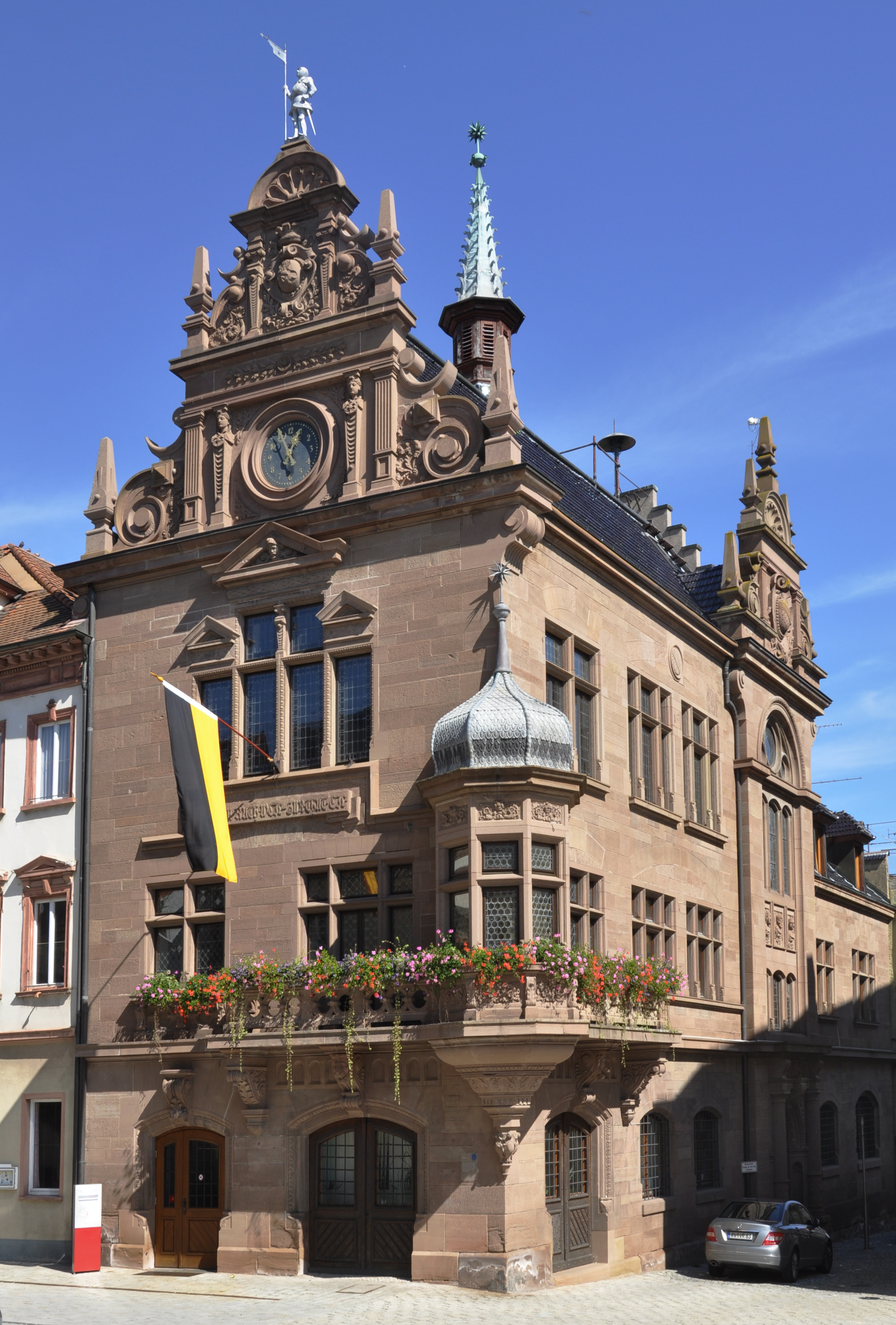
Rathaus (2012)

Die Kommunalwahl am 9. Juni 2024 führte bei einer Wahlbeteiligung von 55,6 % (+ 2,6 %) zu folgendem Ergebnis:
| Partei / Liste | Stimmenanteil | +/− %p | Sitze | +/− |
| CDU            | 56,3 %        | + 7,3  | 11    | + 2 |
| FWV            | 21,6 %        | + 1,0  | 4     | ± 0 |
| Grüne          | 20,4 %        | − 7,5  | 2     | − 2 |
| SPD            | 08,2 %        | − 0,9  | 2     | ± 0 |

Die Stadt Meßkirch hat die Unechte Teilortswahl, das heißt, es werden für den Bezirk Meßkirch Stadt, Igelswies und Schnerkingen (Wohnbezirk I) zwölf, für die Teilorte Heudorf, Rohrdorf und Langenhart (Wohnbezirk II), sowie Menningen, Ringgenbach, Dietershofen und Rengetsweiler (Wohnbezirk III) jeweils drei Gemeinderäte gewählt. Aufgrund dieser Regelung ist die Zahl der Stadträte wegen der Wahl 2024 von 20 auf 19 reduziert worden.

### Bürgermeister
Am 26. September 2010 wurde Arne Zwick (CDU) mit 95 Prozent der Stimmen bei einer Wahlbeteiligung von 32,4 Prozent in seinem Amt als Bürgermeister bestätigt. 2002 wurde er im ersten Wahlgang zum Bürgermeister und Nachfolger von Robert Rauser gewählt. Robert Rauser war vom 1. November 1978 bis zum 31. Oktober 2002 Bürgermeister, trat aber dann nicht mehr zur Wiederwahl an. Er wurde 1978 gewählt, nachdem Siegfried Schühle nach 30 Dienstjahren in den Ruhestand trat.
- 1830–1849: Vital Emmert[41]
- 1934–1936: Ernst Bäckert (1899–1962; NSDAP-Mitglied)[42]
- 1936–1937: Friedrich Wilhelm Siegel (1900–1945; NSDAP-Mitglied, SS-Obersturmführer)[43]
- 1937–1945: Karl Fischer[A 3][44]
- 1948–1978: Siegfried Schühle
- 1978–2002: Robert Rauser
- seit 2002: Arne Zwick

### Verwaltungsgemeinschaft
Mit Leibertingen und Sauldorf bildet Meßkirch eine Vereinbarte Verwaltungsgemeinschaft.

### Wappen
| Wappen der Stadt Meßkirch | Blasonierung: „In Blau ein dreischwänziger, rot bezungter goldener (gelber) Löwe, der in den Pranken einen halbkreisförmig vorgebogenen roten Schaft hält, an dem zwischen den Pranken das silberne (weiße) Blatt einer Hellebarde befestigt ist.“ |
| Wappen der Stadt Meßkirch | Wappenbegründung: Die ursprünglich den Truchsessen von Waldburg-Rohrdorf gehörige Stadt führte am Ende des 13. Jahrhunderts ein Siegel mit dem Wappen dieses Geschlechts. Nachdem sie 1351 an die Freiherren und späteren Grafen von Zimmern gekommen war, wurde deren Wappen – ein Löwe mit Streitaxt – in den Stadtsiegeln abgebildet. Als diese Familie 1594 ausstarb, galt ihr Wappen offenbar schon so sehr als Kennzeichnen der Stadt Meßkirch, dass es als solches alle folgenden Herrschaftswechsel überdauerte. |

### Städtepartnerschaften
- Sassenage bei Grenoble (Frankreich): Die Städtepartnerschaft wurde im Herbst 1981 besiegelt.[46] Zuvor bestand seit 1975 eine Schulpartnerschaft.[47]
- Kahoku (Geburtsort des Philosophen Nishida Kitaro in der Präfektur Ishikawa, Japan; bis 2004 hieß die Partnerstadt „Unoke“, wurde dann im Zuge einer Verwaltungsreform fusioniert und umbenannt.) Am 3. Mai 1985 besiegelten die Bürgermeister Tadanori Nakai und Robert Rauser die Städtepartnerschaft.[48] Anlässlich des 20-jährigen Bestehens der Städtepartnerschaft wurde am 2. Oktober 2005 ein aus Stein gefertigtes Vogelhaus im Hofgarten aufgestellt.[49]

## Kultur und Sehenswürdigkeiten
Meßkirch liegt an der Oberschwäbischen Barockstraße und der Hohenzollernstraße. Die Kommune ist dem Tourismusverband „Donaubergland“ angeschlossen.

### Bauwerke

#### Schloss Meßkirch

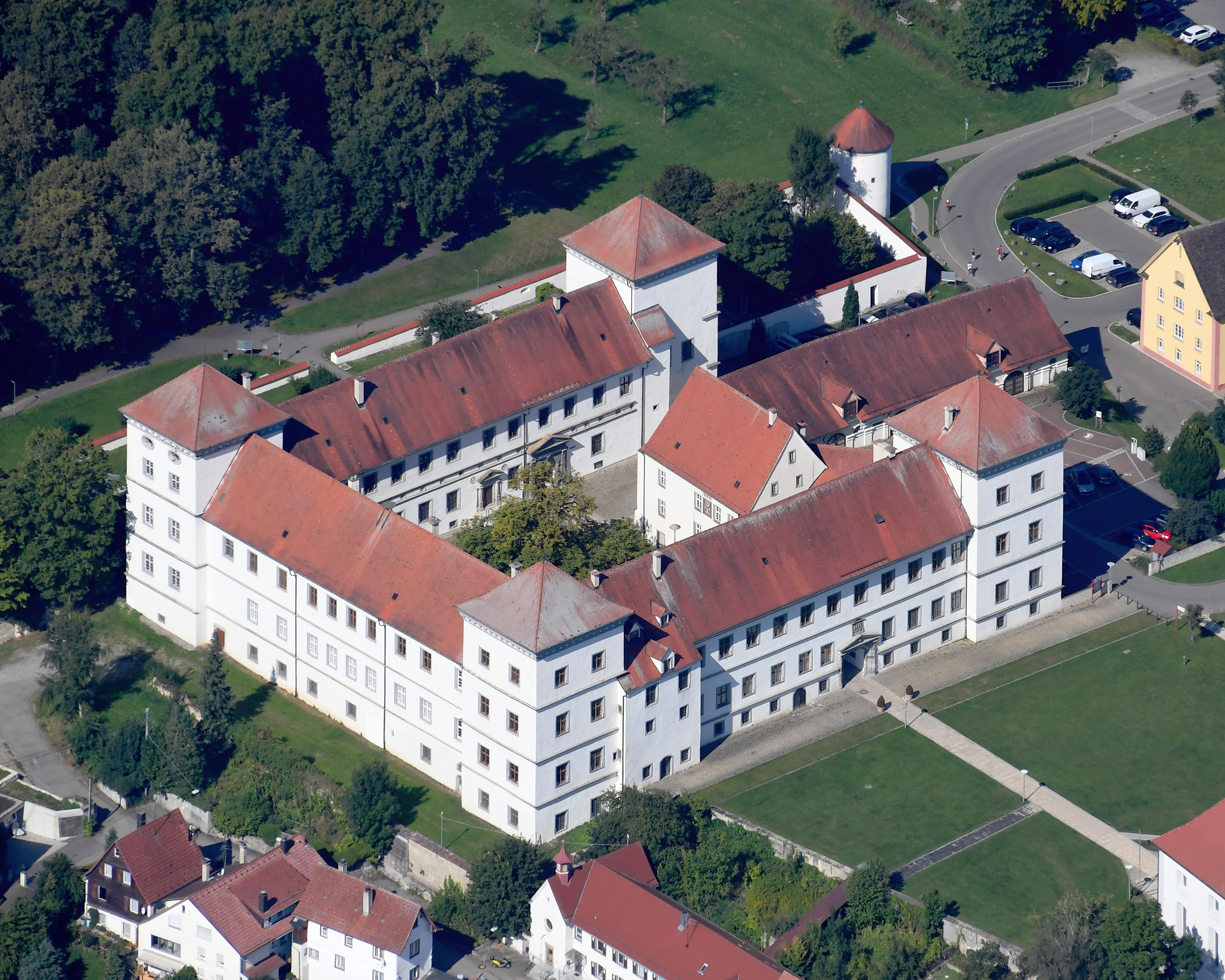
Schloss Meßkirch

- Das Schloss der Grafen von Zimmern reicht in seinen Ursprüngen in die Jahre um 1400 zurück. Ab 1557 wurde es unter Graf Froben Christoph von Zimmern von Jörg Schwarzenberger zur ersten regelmäßigen vierflügligen Schlossanlage nördlich der Alpen im Stil der Renaissance erweitert und umgebaut. Das Schloss enthält den 31 Meter langen, ältesten Festsaal der Renaissance in Deutschland (1561) mit originaler Holz-Kassettendecke. Das Stall- und Kutschengebäude (Remise) wurde 1737 von Johann Caspar Bagnato erbaut und beherbergt heute das Oldtimermuseum, das eine Sammlung alter Automobile und Motorräder zeigt. Das von außen frei zugängliche Schloss ist Ort der Niederschrift der Zimmerischen Chronik.
- Die Schlosskapelle, welche 2001 renoviert wurde, hat als Vorbote des Rokoko reizende Stuckaturen, sowie Deckenmalereien von Josef Ignaz Wegschneider.

#### Sakralbauten

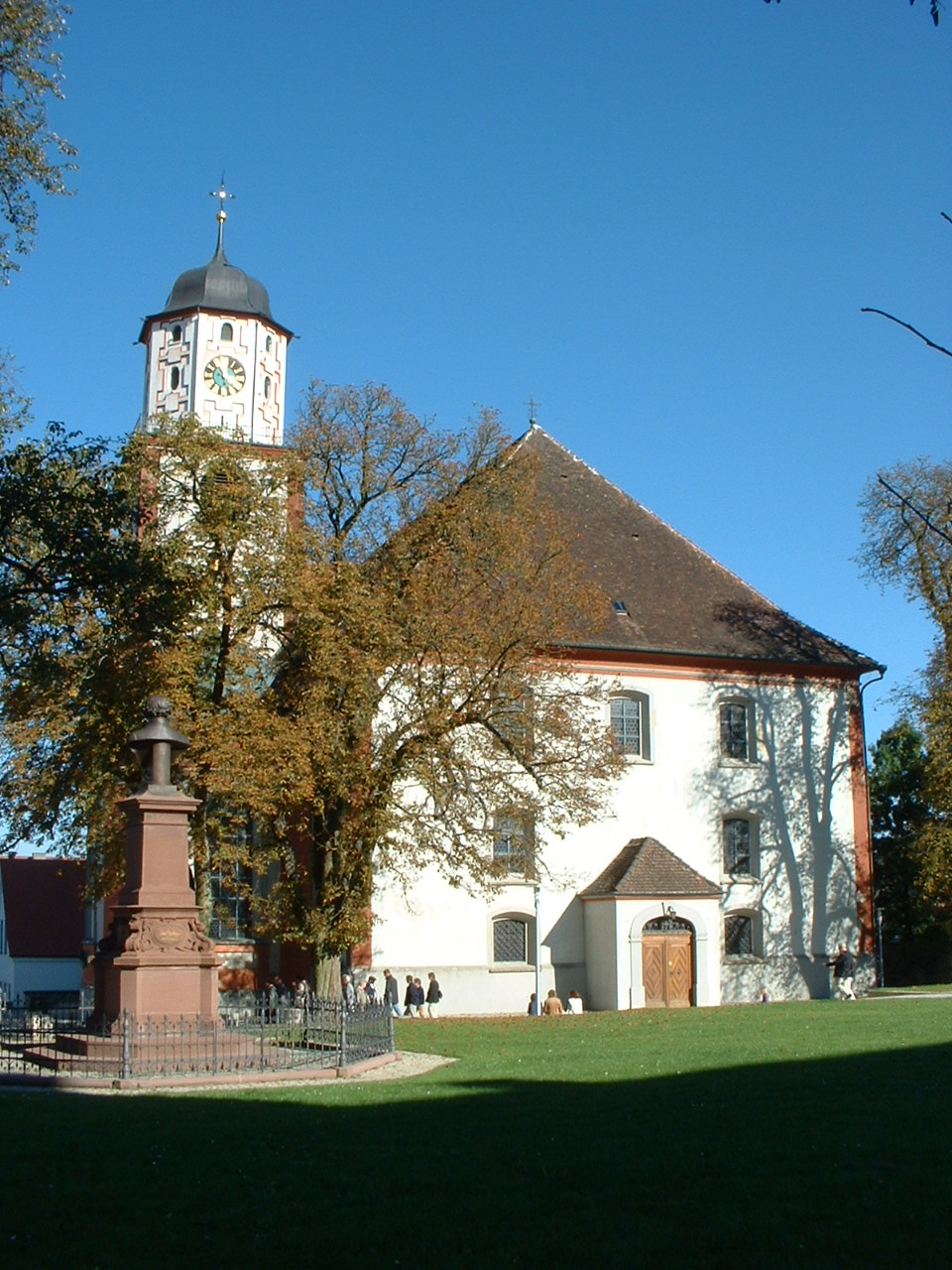
Die Stadtkirche St. Martin. Davor das Denkmal zu Ehren Conradin Kreutzers

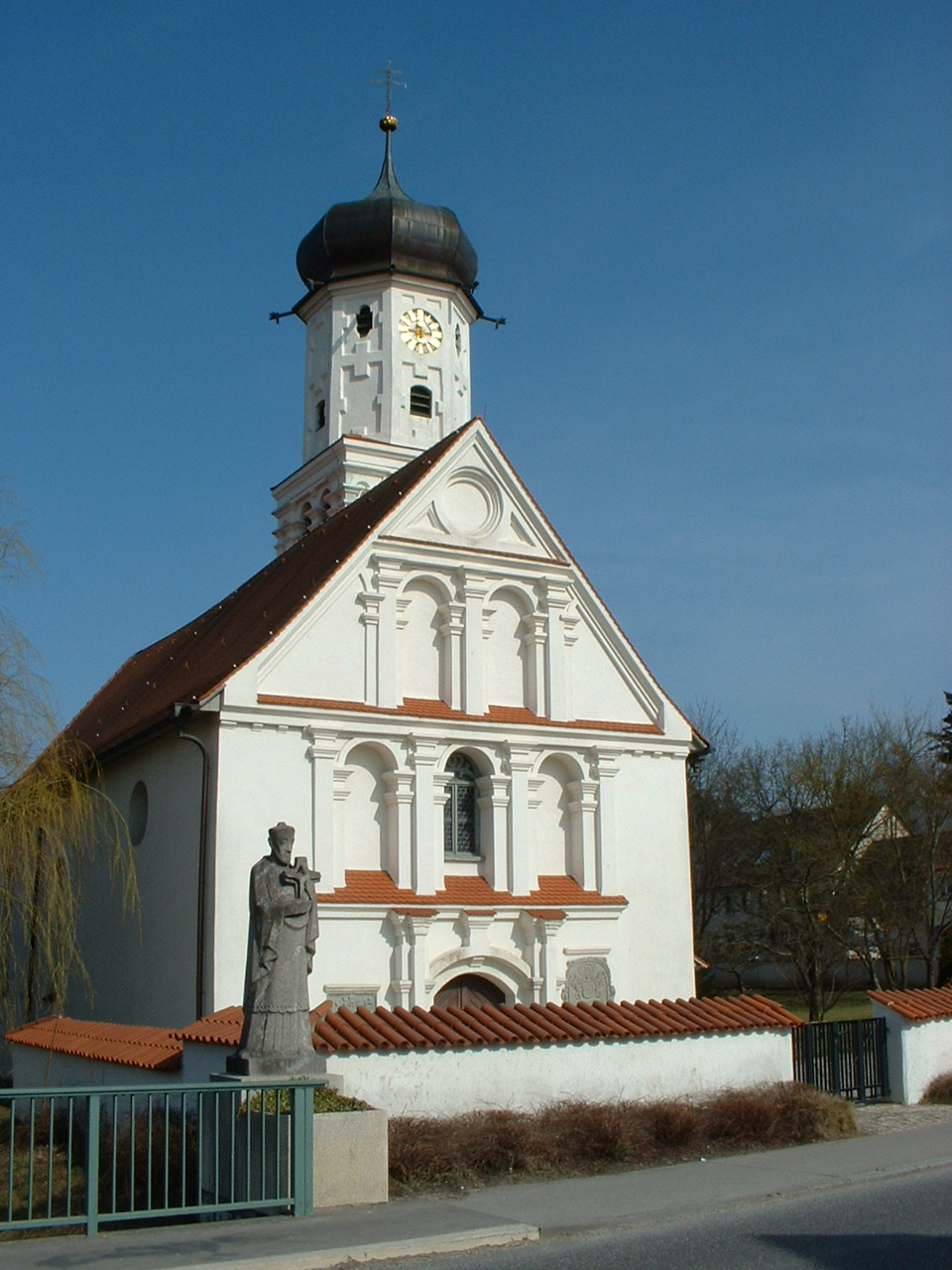
Die Liebfrauenkirche an der Ablach

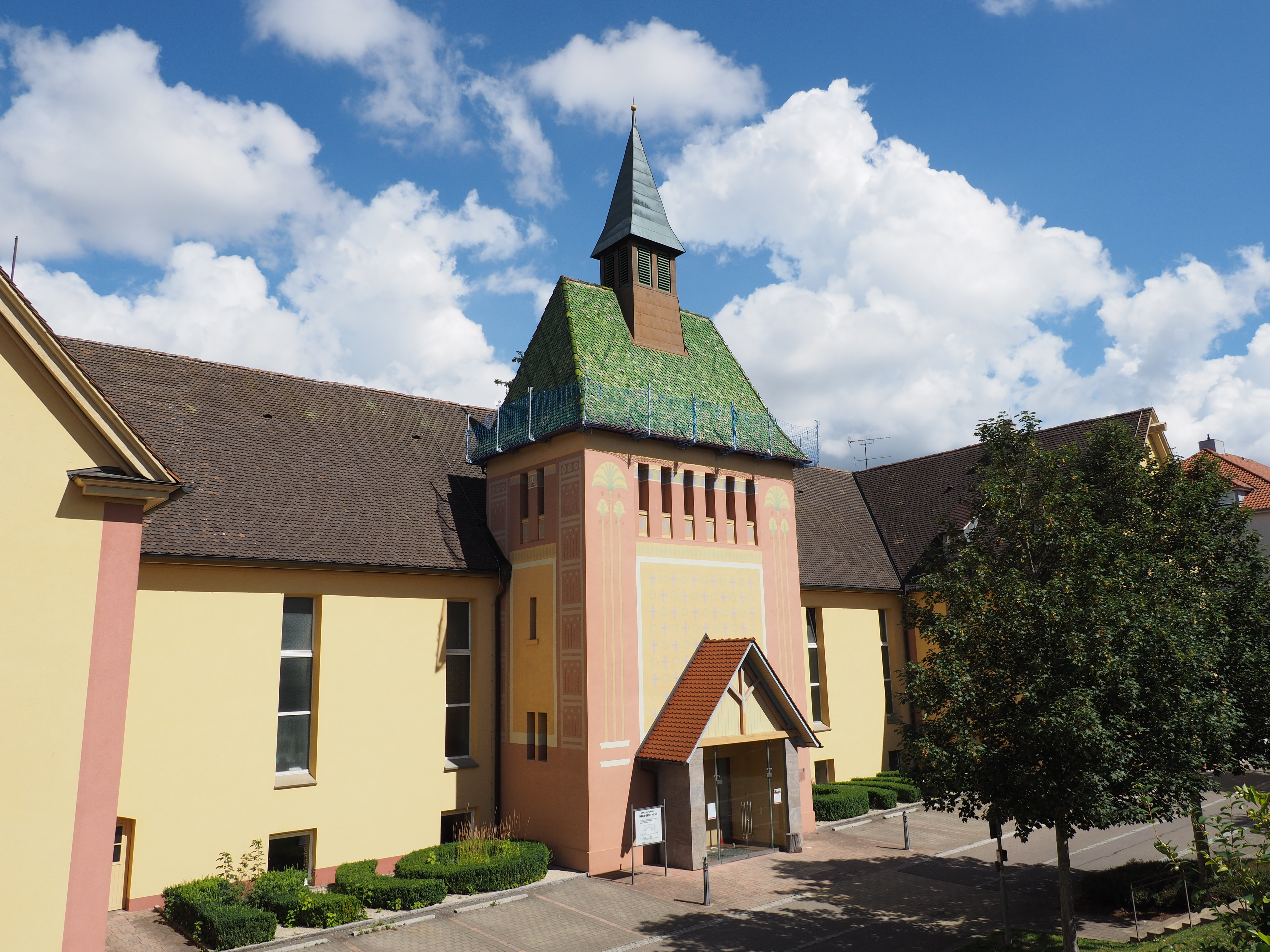
Herz-Jesu-Heim

Die Heilandskirche

- Die Stadtpfarrkirche St. Martin, eine ursprünglich gotische Hallenkirche als fränkische Gründung um 750,[50] wurde 1526 als spätgotische Säulenbasilika von Lorenz Reder unter Gottfried Werner von Zimmern neu erbaut. Der herausragende sakrale Spätrokokoraum macht sie zur letzten Spätrokokokirche Oberschwabens.
- Der Liebfrauenkirche an der Ablach, 1328[51] erstmals erwähnt, liegt ein gotischer Bau von 1356 zugrunde. Ab dem Jahre 1576 wurde diese vom Schlossbaumeister Jörg Schwarzenberger im italienischen Stil der Renaissance in eine Spätrenaissance-Kirche umgestaltet und erhielt 1676 einen Zwiebelturm. Seit 1895 wird sie von den Alt-Katholiken genutzt. Renovierungen fanden 1960 und 1985 statt. Der Turm der Liebfrauenkirche ist bis zum Glockenstuhl schief gebaut. Der Glockenstuhl wiederum ist lotrecht weitergebaut worden. Während der Renovierung der Liebfrauenkirche wurden die Läuteseile der drei Glocken entfernt. Im Oktober 1985 war der Turmhelm fertig restauriert.[52] Die Liebfrauenkirche hat einen schönen Fassadengiebel, Blendarkaden und eingelassene Grabmale an der Außenfassade. Im sonst schlichten Innenraum befinden sich wertvolle Skulpturen der Ulmer Schule. Die Orgel wurde 1905 durch die Orgelbauwerkstatt Wilhelm Schwarz & Sohn erbaut (Opus 132). Sie wurde im Ersten Weltkrieg ihrer Prospektpfeifen beraubt und 1985 abgebaut. Nach rund 15 Monaten dauernder Restaurierung konnte sie im Mai 2015 wieder erklingen.[53]
- Die Herzjesukirche wurde 1736[50] bis 1738 von Johann Caspar Bagnato für Froben Ferdinand zu Fürstenberg als fürstliche Reithalle gebaut. Im Jahr 1875 wurde die damalige Zehntscheuer zur katholischen Notkirche umgebaut, nachdem die Stadtkirche während des Kulturkampfes durch die altkatholischen Christen genutzt wurde. Die Herzjesukirche wurde von Beuroner Mönchen im Stil der Beuroner Kunstschule innen und außen bemalt.[54] Im Jahr 1895 erhielten die katholischen Christen die Stadtkirche zurück. Im Folgenden wurde die Herzjesukirche zum Gemeindezentrum umgebaut und in Herz-Jesu-Heim umbenannt. Im Jahr 2005 wurde die Außenfassade im Stil der Beuroner Kunstschule restauriert.
- Die evangelische Heilandskirche wurde 1863[50] bis 1865 erbaut. 1901 folgte der neugotische Kirchturm mit drei Glocken.[54][55]
- Bei der Friedhofskapelle handelt es sich um die ehemaligen St. Veits-Kapelle, ein historisches Gebäude aus dem 16. Jahrhundert,[50] das einst neben der Stadtkirche gestanden hatte und um 1850 an den heutigen Standort versetzt wurde. Im Inneren erinnern noch spätgotische Netzgewölbe und Wappenschilder an die Zeit der Grafen von Zimmern.
- Das Heilig-Geist-Spital ist auf die Barmherzigen Schwestern vom Heiligen Vinzenz von Paul (Vinzentinerinnen) in Meßkirch zurückzuführen. Es stammt aus dem 19. Jahrhundert.[50] Vinzentinerinnen waren von 1859 bis 1875 und von 1896 bis 1996, also 110 Jahre lang, im städtischen Spital beziehungsweise späteren Altersheim tätig. 76 Jahre, von 1896 bis 1972, übernahmen sie auch die Krankenpflege im ehemals städtischen Krankenhaus. Von 1919 bis 1938 betreuten sie den städtischen Kindergarten. 1881[50] als das Marienhaus, das heutige Klösterle, gebaut und zu einem zweiten Altersheim wurde, das eine vom Elisabethenverein mitgetragene Gemeindestation beherbergte, nahmen bis 1980 Vinzentinerinnen die Krankenpflege und Sterbebegleitung sowohl im Marienhaus als auch in der Stadt, in Schnerkingen und in Igelswies wahr. Besonders in den Dörfern waren die Schwestern echte Autoritäten und erste Anlaufstelle in allen Nöten.[56] Von 1979 bis 2008, fast 30 Jahre lang, waren schließlich Vinzentinerinnen in der neu entstandenen Sozialstation St. Heimerad tätig.[57]
- Die Rohrdorfer Kirche St. Peter und Paul stammt aus dem Jahre 1701[50] und hat einen mächtigen Hochaltar, mit einem gotischen Kruzifix.
- In Heudorf befindet sich ebenfalls eine dem Heiligen Peter und Paul geweihte Kirche. Der Bau entstand im 18. Jahrhundert.[50]
- Die Kapelle Petrus und Paulus im Ortsteil Schnerkingen ist im Stil der Gotik erbaut. Die Fresken stammen aus dem 15. Jahrhundert.[50]
- Menningen ist der Standort der St. Johanneskirche.
- Im Ortsteil Rengetsweiler befindet sich die Kirche St. Kunigunde.
- Die St.-Josefs-Kapelle in Ringgenbach wurde 1889/90 aus Sandstein erbaut. Sie ist Filialkirche der Pfarrgemeinde Menningen-Ringgenbach. Die stark zerschlissene Fassade wurde 2011 aufwändig saniert.[58]

#### Karolingische Klosterstadt Meßkirch

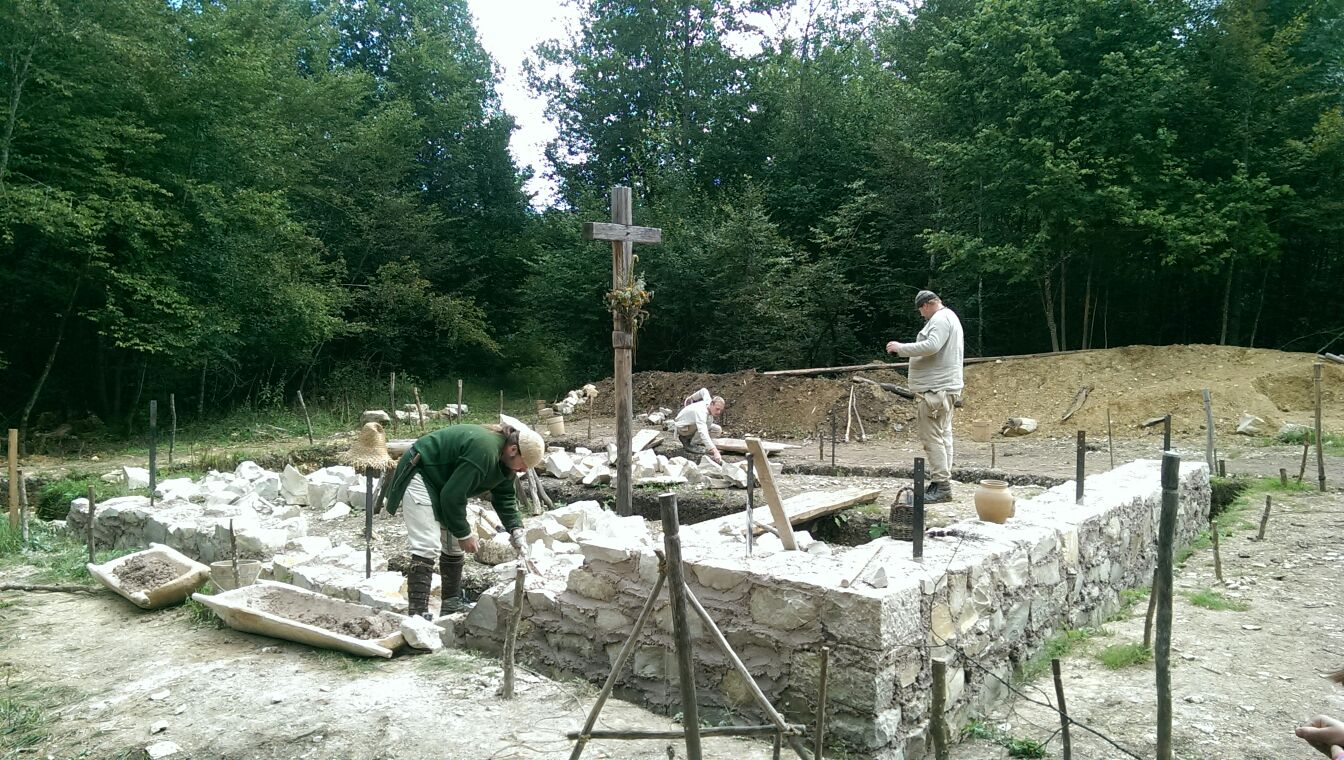
Die Karolingische Klosterstadt Campus Galli ist ein Projekt zur Errichtung einer Klosterstadt mit den Techniken des Mittelalters.

Der Verein Karolingische Klosterstadt erbaut in Anlehnung an den weltberühmten Klosterplan von Sankt Gallen die Klosterstadt Campus Galli der Karolingerzeit. Der Campus Galli soll in seiner Gesamtheit in einer Bauzeit von rund 40 Jahren entstehen, ausschließlich mit den technischen Mitteln des 9. Jahrhunderts. Seit dem 22. Juni 2013 ist die Baustelle für Besucher geöffnet, die vor Ort Schritt für Schritt am Entstehen der Klosterstadt teilhaben können. Der Campus ist als dynamisches Freilichtmuseum erlebbar.

#### Sonstiges
Meßkirch

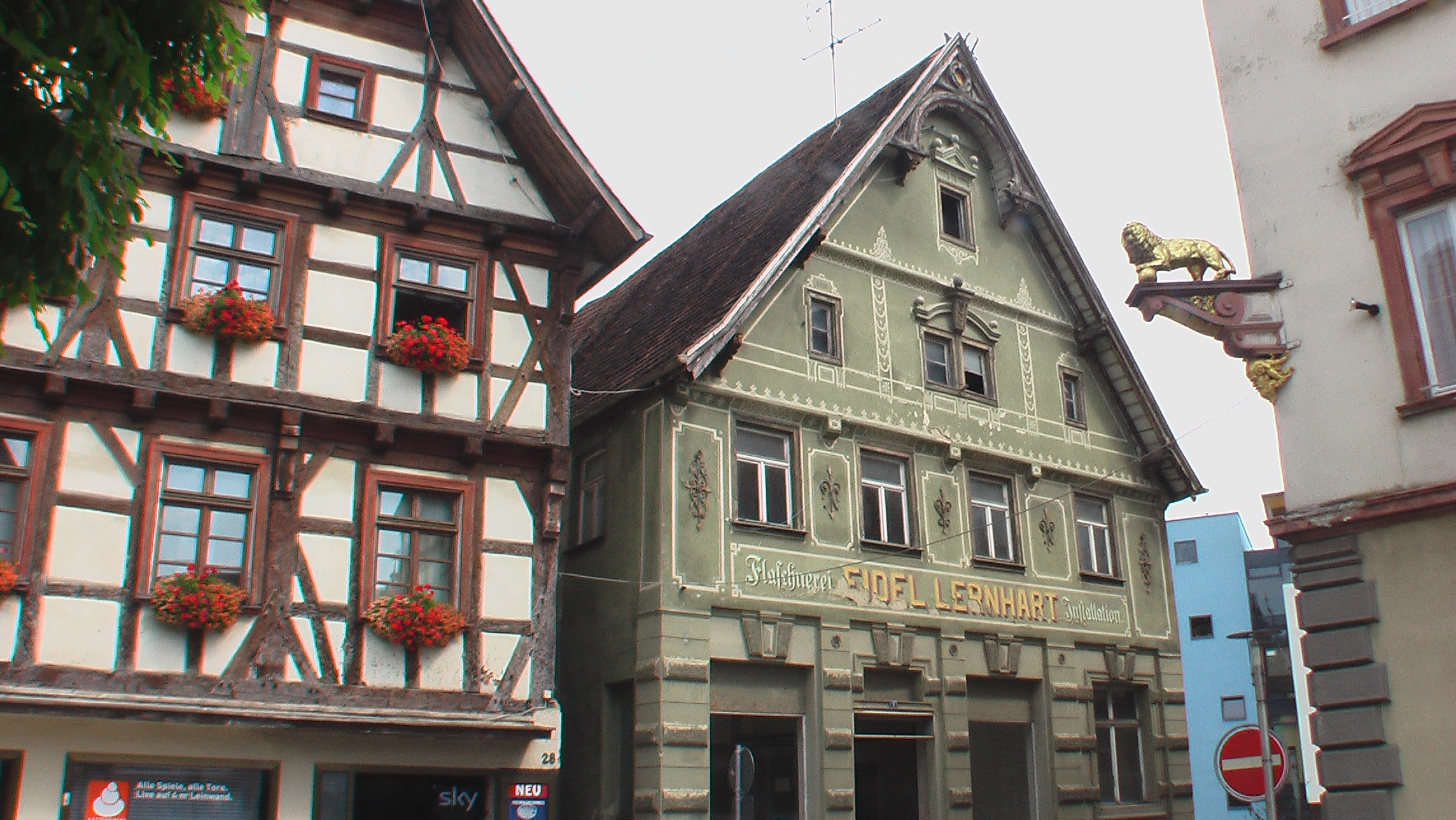
Fachwerkhaus (2010)

- Das historische Rathaus wurde 1899 im Stil der Neu-Renaissance durch den Architekten und Bezirksbauinspektor Carl Engelhorn aus Konstanz erbaut. Im Inneren des Gebäudes mit Sandsteinfassade aus Maulbronner Sandstein, die 2008/2009 für 100.000 Euro restauriert wurde, befindet sich der seit 1995 wiedererstellte prachtvolle Rathaussaal mit Kassettendecke, Wappensteinen des 16. und 17. Jahrhunderts, sowie dem Denkmal für den Bürgermeister Carl Hauser (Amtszeit 1880 bis 1905). Außen ist der Schriftzug „Beim Rat weil, zur Tat eil“ in Stein gehauen. Die Fassade zieren pyramidenförmige Filialen und freistehende Volutenaufsätze. Vom Dachfirst schaut der Ritter Kuno mit Schwert und Speer mit Wetterfahne über die Stadt. Die rund 70 Kilogramm schwere Ritter-Statue mit Zinnhaut und Klarlacküberzug wurde 1895 von einem Heidelberger Kunstschlosser gefertigt und 1995 und 2008 (durch Peter Klink) saniert.[60] Zudem befindet sich auf dem Rathausdach ein Nest des Weißstorchs.
- Direkt an das Rathaus angrenzend befindet sich das ebenfalls denkmalgeschützte ehemalige Hotel „Löwen“. Das Gebäude wurde 2009 an die Stadt Meßkirch verkauft, seitdem steht es leer. Verbaute Eichenhölzer, die aus dem Zeitraum zwischen 1532 und 1552 stammen, geben einen möglichen Hinweis auf das Alter des Gebäudes. Es ist auf einer Stadtansicht von 1575 zu erkennen und diente anfangs als Stadtkanzlei. 1723 befand sich im Gebäude die Gaststätte „Zum goldenen Löwen“, 1891 wurde der Gasthof „Löwen“ in ein Hotel umgebaut. Weitere einschneidende Umbauten erfolgten 1925 und 1956. Zukünftig soll das Gebäude nach Durchbrüchen als Rathauserweitung dienen.[61]
- Martin-Heidegger-Gedenkstätten: Das Mesmerhaus nahe der Stadtpfarrkirche ist das Elternhaus von Martin Heidegger. Heideggers Grab befindet sich auf dem Meßkircher Friedhof. Im Schloss informiert ein Museum über den Philosophen.
- Römischer Gutshof mit Dianatempel: Er gilt mit knapp acht Hektar als der größte bekannte römische Gutshof in Baden-Württemberg. Heute sind von dem Ende des ersten nachchristlichen Jahrhunderts entstandenen Anwesen nur noch Bodenverformungen sowie die Grundmauern einer kleinen Tempelanlage mit dem Weihestein für die Jagdgöttin Diana etwas außerhalb der Hofanlage erhalten.
- Das Hotel Adler-Alte Post wurde im Zug der Stadterweiterung um 1550 als Schwarzer Adler in der Anger-Vorstadt erbaut und war lange Zeit Thurn und Taxissche Poststation. Als die Poststation verlegt wurde, nannte man das Haus Alte Post. Bekanntester Wirt des Adlers war Johann Baptist Roder, Landtags- und Reichstagsabgeordneter, der sich unter anderem durch die Züchtung des Meßkircher Höhenfleckviehs große Verdienste um die Landwirtschaft der Region erworben hat.[62]
- Die Münze, auch alte Apotheke genannt, ist ein Gebäude von 1594 an der Ecke Hauptstraße und Kanalgasse. Die gräfliche Münze wurde unter Graf Wilhelm von Zimmern in dessen Residenzstadt anstelle eines Hauses, das einem gewissen Lorenz Steinhofer gehörte, der es 1566 an den Pfarrer Wey und dessen Erben verkaufte, errichtet. Diesem Bau war die Erteilung des Münzprivilegs durch Kaiser Rudolf II. am 15. Oktober 1576 vorausgegangen. Durch Vertrag vom 12. April 1594 bestellte er den Konstanzer Bürger Heinrich Aberlein als Münzmeister. Wilhelm von Zimmern starb im Dezember 1594 wohl noch vor Vollendung der Münze. In dem Haus sind jedoch wohl nie Münzen geprägt worden; wenigstens kennt die Nachwelt keine Meßkircher Münzen. 1756 errichtet Paul Guth in der Münze eine Apotheke. Diese bestand bis zum Verkauf im Jahr 1777.[63]
- 17 öffentliche Brunnen prägen das Bild Meßkirchs und seiner Stadtteile.[64]
- Das Gebäude des ehemaligen Forstamts Meßkirch in der Stockacher Straße ist ein unter Denkmalschutz stehendes, ehemaliges großherzoglich-badisches Amtsgebäude, das bis Ende 2004 Sitz des staatlichen Forstamts Meßkirch war.
- An mehreren Stellen ist die Stadtmauer auszumachen.[11]
- Es erhielt sich zudem ein Kornspeicher aus dem 16. Jahrhundert.[11]
- Beim Aufgang zur Stadtpfarrkirche befindet sich ein Ehrenmal für die im Krieg gefallenen Bürger der Stadt. Es besteht aus zwei in den Stein eingelassenen Tafeln.[65]
- Das Wasserschloss Menningen ist ein dreigeschossiger Bau im Meßkircher Teilort Menningen.

### Museen
- Das Kultur- und Museumszentrum Schloss Meßkirch umfasst das Heideggermuseum, das Oldtimermuseum und die Kreisgalerie:
  - Das Martin-Heidegger-Museum im Ostflügel stellt neben einer Lebenschronik die wichtigen Stationen der philosophischen Entwicklung Heideggers vor. Kleinere Abteilungen der Ausstellung befassen sich mit den Themen „Heidegger als Sohn Meßkirchs“ und „Heidegger und die Kunst“. Dem Heideggermuseum angeschlossen ist das Martin-Heidegger-Archiv, es erhält bis Frühjahr 2010 eine multimediale Erweiterung. Die digitalisierten Medien werden etwa 1200 Fotos, 40 Tonbänder mit Rundfunksendungen, Interviews mit Elfride und Fritz Heidegger, dem Originaltonband eines Spiegel-Gesprächs mit dem Philosophen aus dem Jahr 1966 sowie etwa 15 Aufnahmen von Martin Heidegger umfassen, von denen die meisten bisher unveröffentlicht sind. Hinzu kommen DVDs von Fernsehsendungen und Heidegger-Filmen, zehn Interviews mit Zeitzeugen – unter anderen mit den Söhnen Hermann und Jörg Heidegger, mit Pfarrer Heinrich Heidegger, seinen Schülern Rainer Marten und Walter Biemel, eine DVD über die Veranstaltung zum 30. Todestag Heideggers 2006 und der Film „Martin Heidegger und seine Heimat“.[66]
  - In der Remise des Schlosses, sowie in einem Kellerraum im Südostflügel, in dem Motorräder ausgestellt werden[67][68] befindet sich das Oldtimermuseum Meßkirch der Oldtimer-Freunde Meßkirch und Umgebung mit etwa 20 Autos und 30 Motorrädern im Originalzustand. Prunkstücke der Ausstellung auf zwei Etagen sind das einzige noch existierende Exemplar der in Radolfzell produzierten Rennmotorrad-Marke Champion aus den 1930er Jahren, ein hundert Jahre altes Motorrad, sowie eines der raren Exemplare der legendären Meßkircher Nachkriegs-Automarke Veritas.[69][70]
  - Die Kreisgalerie Schloss Meßkirch ist seit 2006 im Südflügel der Schlossanlage auf zwei Etagen und einer Gesamtfläche von rund 450 Quadratmeter untergebracht. Im Erdgeschoss befindet sich die Dauerausstellung mit sechs Abteilungen, die Werke aus der Kunstsammlung des Landkreises Sigmaringen vom Spätmittelalter bis in die Gegenwart zeigt. Das Obergeschoss wird als Sonderausstellungsbereich und Forum für regionale und zeitgenössische Kunst genutzt.
- Das städtische Heimatmuseum im „Unteren Hof“ zeigt eine Ausstellung zur Stadt- und Frühgeschichte Meßkirchs und ein Conradin-Kreutzer-Zimmer mit rund 250 ausgestellten Exponaten. Die Inventarliste des Museums umfasst rund 3000 Exponate.[71] Das Museum geht zurück auf eine Sammlung vom damaligen Heimatforscher und Denkmalpfleger Eugen Eiermann, der um 1930 damit begann zusammen mit Schülern Objekte aus dem Gebiet der ehemaligen Herrschaft Zimmern zu sammeln und 1934 ein kleines Heimatmuseum begründete. Im Zweiten Weltkrieg wurde das Museum geschlossen und die Sammlung ausgelagert. Erst am 23. Juli 1961,[72] zur 700-Jahr-Feier der Ersterwähnung Meßkirchs als Stadt, hat der Rektor i. R. Eiermann das Heimatmuseum neu zusammengestellt und in den Räumen der ehemaligen Wohnung Rockus im Unteren Hof wieder eröffnet. Seit diesem Tag ist die Ausstellung in drei kleinen Räumen und die restliche Sammlung im Magazin unter dem Dach untergebracht.[73] Nach dem Tode von Eugen Eiermann 1975 ist das Museum verwaist, bis Bürgermeister Schühle Werner Fischer darum bat, die provisorische Leitung zu übernehmen. Im Zuge der Schlossrenovierung kam der Gedanke auf, das Heimatmuseum im „Schlössle“ anzusiedeln.[74] Im Juli 2010 wurde der Historiker Armin Heim zum hauptamtlichen Leiter des Heimatmuseums ernannt und mit der Neukonzeption des Heimatmuseums beauftragt.[73] Die Museumsgesellschaft Meßkirch ist nur durch den Geschichtskreis innerhalb der Museumsgesellschaft mit dem Heimatmuseum verbunden. Zudem gibt es eine Stiftung Heimatmuseum.[75]

### Parks
- Das Naturdenkmal[76] Hofgarten wurde im Jahr 1736 als Schlosspark des Zimmernschlosses nach Plänen von Johann Caspar Bagnato im französischen Stil angelegt.[77]
- Unterhalb des Hofgartens am Mettenbach wurde 1981 der Sassenagegarten zu Ehren der Städtepartnerschaft mit Sassenage angelegt.[78] Im April 2008 wurde dieser Garten und dessen Teich komplett neu gestaltet.[79]

### Vereine
- Die Freiwillige Feuerwehr Meßkirch wurde am 12. September 1860 durch die Stadt Meßkirch gegründet.[80]
- Der Kreutzer-Chor wurde 1847 als Männerchor „Singverein“ gegründet und ist seit 1948 ein gemischter Chor. Zu den Höhepunkten in der Geschichte des Chors gehören mehrere Aufführungen von Conradin Kreutzers Oper „Das Nachtlager in Granada“ und Aufführungen von Kreutzers kirchenmusikalischen Werken. Regelmäßig singt der Chor Werke der klassischen Oratorienrepertoires. 2007 wurde der Chor mit der Conradin-Kreutzer-Tafel des Landes Baden-Württemberg geehrt.[81]

### Sport
- Der SV Meßkirch 04 spielt Fußball in der Kreisliga A (2023).
- Seit 1973 gibt es im Waldgebiet „Buhlen“ einen Trimm-dich-Pfad. Die alten, größtenteils aus Holz bestehenden Trimmgeräte wurden wetterbedingt morsch und entsprachen nicht mehr den Sicherheitsvorschriften. Aus diesem Grund wurden sie 2008 gegen eine 4 F Bewegungsinsel ersetzt und am 17. Mai 2009 der Öffentlichkeit übergeben.[82]
- Der Skiclub Meßkirch spurt bei ausreichend Schneelage zwischen Meßkirch und Heudorf eine Loipe für Skilangläufer.[83]
- Die Stadthalle und das Jahnstadion wurden 1958 eingeweiht.[84]

### Regelmäßige Veranstaltungen

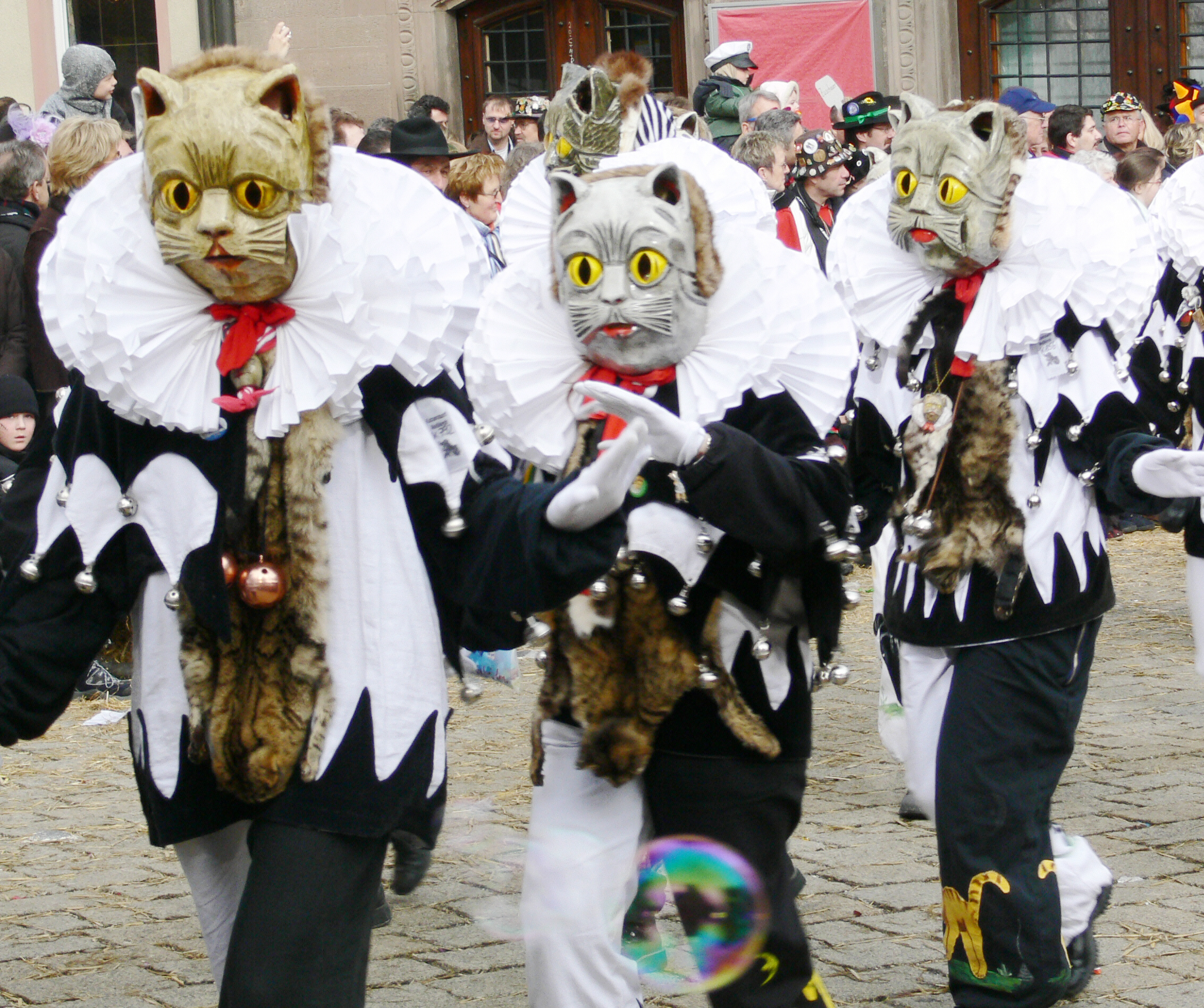
Katzenzunft Meßkirch

- Meßkirch ist eine Hochburg der schwäbisch-alemannischen Fasnet. Treibende Kraft ist die spätestens 1885 als Narrenverein Meßkirch begründete Katzenzunft Meßkirch mit ihren Figuren Meßkircher Katze, Fledermaus, und Hirling-Hansele, der Einzelfigur Petter Letzkopf (die einem in der Zimmerischen Chronik erwähnten Narren nachempfunden ist) und den Nasenschleifern. Auch in den Teilorten gibt es eigene Narrenzünfte, so die Eulenzunft in Rohrdorf oder die Fuchszunft in Menningen. Das Meßkircher Nasenschleifen stellt den Höhepunkt des närrischen Treibens dar.
- Das jährlich im Sommer stattfindende Stadtfest mit Flohmarkt und musikalischen Auftritten in der Innenstadt veranstaltet die Stadt in Zusammenarbeit mit lokalen Vereinen und Gastronomen.

### Kulinarische Spezialitäten

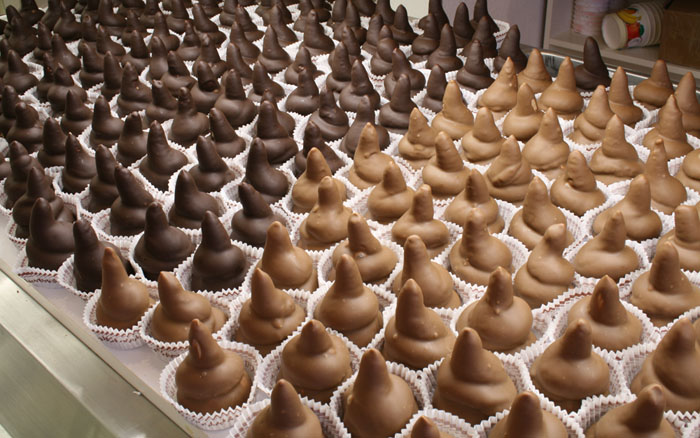
Meßkircher Katzendreck

In der Fastnachtszeit gibt es den Meßkircher Katzendreck, einen Biskuitboden mit einer Masse unter anderem aus Sahne, Butter, Schokolade, Nüssen und Rum, sowie die Katzenpfoten und in Schnerkingen den Rälle-Dreck.

## Wirtschaft und Infrastruktur

### Verkehr

#### Straße
In Meßkirch kreuzen sich die Bundesstraßen 311 (Geisingen – Tuttlingen – Ulm) und 313 (Plochingen – Sigmaringen – Stockach).

#### Schiene

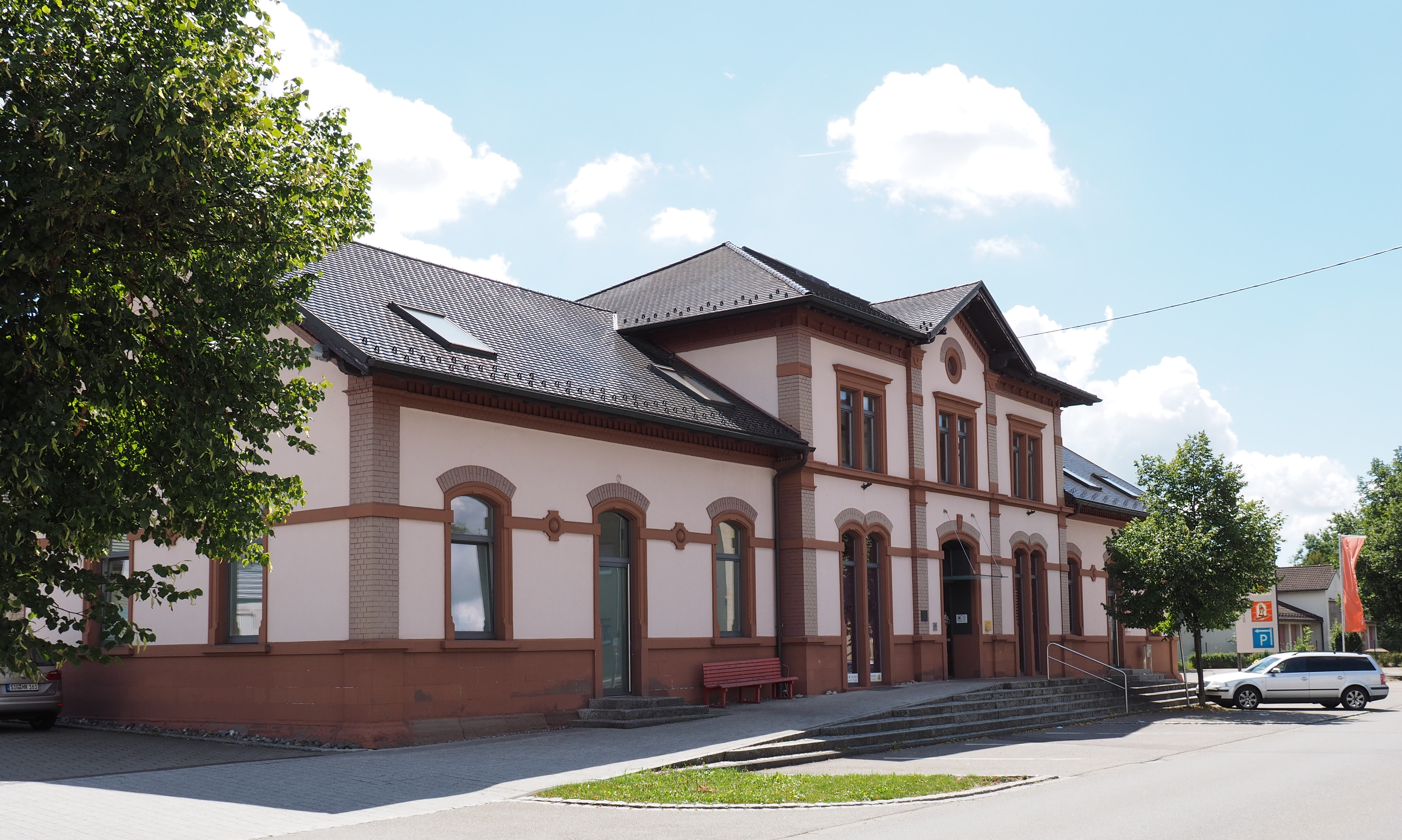
Das ehemalige Bahnhofsgebäude in der Bahnhofstraße beherbergt heute einen Bäcker und eine Metzgerei.

Meßkirch liegt an der Hegau-Ablachtal-Bahn von Mengen nach Stockach und Radolfzell. Zwischen Mengen und Stockach wurde bereits 1954 der Personen- und 1960 der Gesamtverkehr eingestellt. Um die Strecke wieder zu reaktivieren, hat die Stadt Meßkirch zusammen mit der Gemeinde Sauldorf Ende Dezember 2020 den Streckenabschnitt Stockach–Mengen gekauft und betreibt ihn seit 1. März 2021 als Eisenbahninfrastrukturunternehmen. Seit Sommer 2021 wird die Strecke als Freizeitbahn unter dem Namen Biberbahn betrieben, an Wochenenden gibt es von Mai bis Oktober drei Mal täglich Fahrten.

#### Radverkehr
Über Alltagsrouten aus dem Radnetz Baden-Württemberg ist Meßkirch 
- über die Ortsteile Igelswies und Menningen mit Mengen,
- über den Sauldorfer Ortsteil Krumbach mit Stockach und
- über das Industriegebiet Meßkirch West Weidenäcker und an Neuhausen ob Eck vorbei mit Tuttlingen verbunden.

Meßkirch liegt am Hohenzollern-Radweg, einem Fernradweg, der vom Bodensee über die hohenzollerischen Städte Sigmaringen und Hechingen nach Weinstadt im Rems-Murr-Kreis führt. Er verläuft dabei vom Bahnhof Schwackenreute über den Sauldorfer Ortsteil Unterbichtlingen nach Meßkirch und weiter über Menningen, Engelswies und Vilsingen nach Inzigkofen.

#### Wanderweg
Die Stadt ist Zwischenziel der Via Beuronensis, einem Abschnitt des Jakobswegs nach Spanien.

### Ansässige Unternehmen
Nach dem Zweiten Weltkrieg war Meßkirch für wenige Jahre die Heimat des damals sehr bekannten Renn- und Sportwagenherstellers Veritas. Des Weiteren stellte hier das Unternehmen Develop Kopierer her.
Von 1956 bis zum Konkurs 1982 wurden im Meßkircher Zweigwerk der Firma Dual von bis zu 450 Beschäftigten Plattenspieler und Zubehör produziert.
In Meßkirch hat der Waagen- und Aufschneidemaschinenhersteller Bizerba ein großes Zweigwerk und ist der größte Arbeitgeber der Stadt. Der Hauptsitz der Firma ist in Balingen. Für seine Mitarbeiter unterhielt das Unternehmen Arbeiterhäuser, die sogenannten Bizerbahäuser. In Meßkirch ist der Hauptsitz der „Volksbank Meßkirch eG Raiffeisenbank“ mit 13 Filialen sowie des Gmeiner-Verlags, eines Verlags für regionale Krimis und Reiseführer.
Die heute zur Berendsen-Unternehmensgruppe gehörende Großwäscherei geht zurück auf das Unternehmen Häußler, das 1991 von Spring Grove Services übernommen wurde. Das Unternehmen, das im Hotelbereich stark war, beschäftigte am Standort Meßkirch rund 150 Mitarbeiter. Durch den gemeinsamen Mutterkonzern der damaligen Davis Service Group mit Sitz in London firmierte das Unternehmen ab 2004 unter dem international agierende Unternehmensgruppe Berendsen. Das Unternehmen, das seit 60 Jahren in Meßkirch seinen Stammsitz hatte, siedelte 2007 für mehrere Millionen Euro seinen 30. deutschen Standort im Pfullendorfer Industriegebiet „Theuerbach“ an und schuf 20 Arbeitsplätze in den nach Pfullendorf verlagerten Bereichen „Schmutzfangmatten“ und „Mietsberufskleidung“. 2010 wurde in Meßkirch der Geschäftsbereich „Hotelwäsche“ geschlossen und ein Drittel der Stellen gestrichen. 2011 wurde bekannt, dass Berendsen den Standort schließen will. Nach der Schließung des Standorts 2011 wurde das Gelände 2018 von der Stadt Meßkirch gekauft, um es nach einer Altlastensanierung weiterzuverkaufen.

### Behörden und Einrichtungen
Die Stadt war etwa vom 12. Jahrhundert bis Ende 2007 Sitz des Dekanats Meßkirch des Erzbistums Freiburg. Im Jahr 2008 wurde der überwiegende Teil des Dekanats Meßkirch mit dem Dekanat Sigmaringen zum Dekanat Sigmaringen-Meßkirch mit Sitz in Sigmaringen zusammengefasst.
Das öffentliche Hallenbad Meßkirch im Schulzentrum hat ein 25 Meter großes Mehrzweckbecken, bei dem die Wassertiefe durch einen Hubboden teilweise verstellbar ist, und eine Wassertemperatur von 28,6 Grad. Zuvor gab es ein Naturschwimmbad am „Buhlen“.

### Bildung

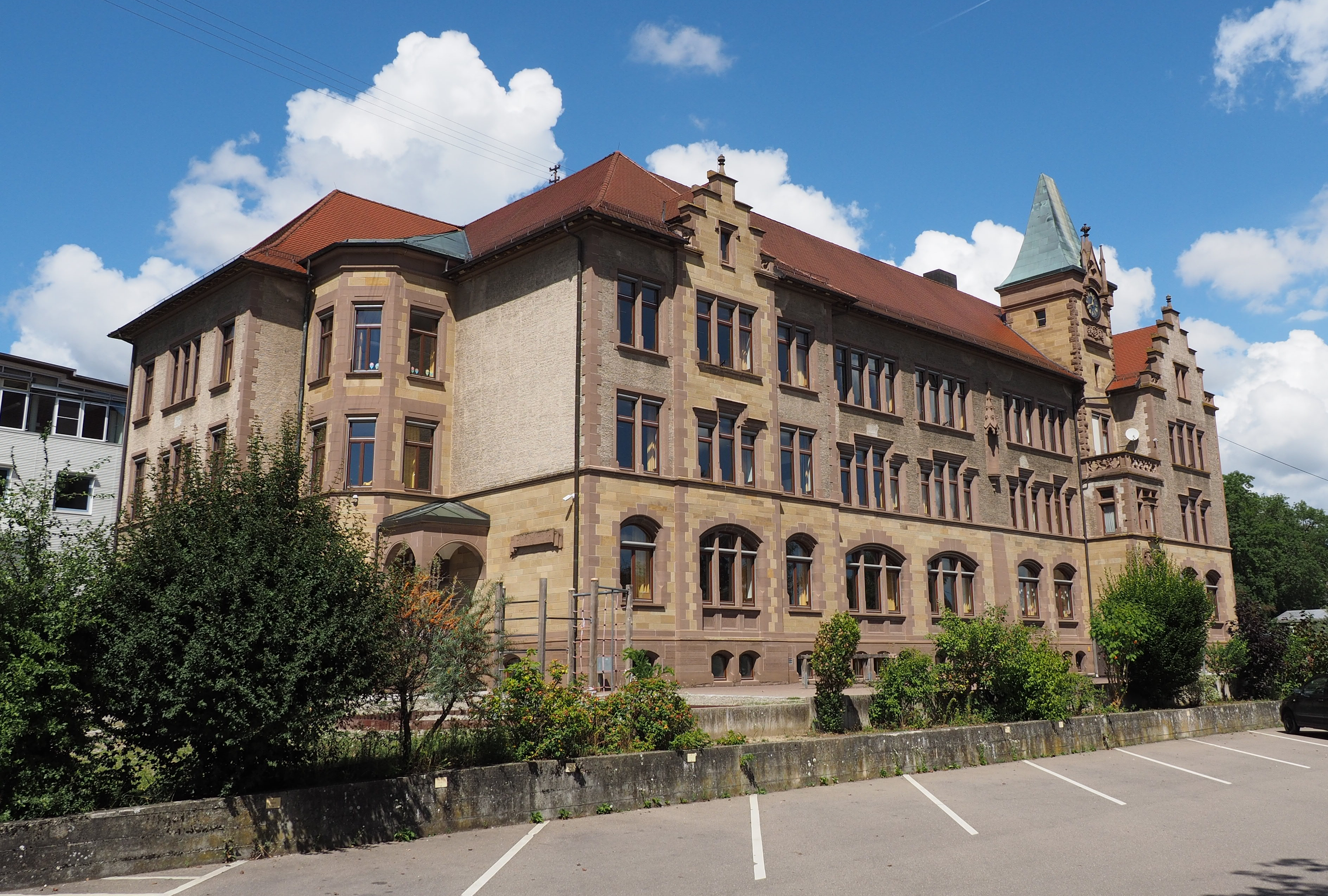
Conradin-Kreutzer-Schule

In Meßkirch finden sich neben der Grundschule im Ortsteil Rohrdorf noch die Conradin-Kreutzer-Grund- und Hauptschule, die Grafen von Zimmern-Realschule, das Martin-Heidegger-Gymnasium und eine Förderschule für Lernbehinderte.

### Infrastruktur
Erst nach Aufnahme Meßkirchs in das Investitionsprogramm für Kläranlagenbau konnte 1979 Meßkirch die Zentralkläranlage mit Standort im Ortsteil Menningen bauen und 1980 in Betrieb nehmen. 1989/90 wurde eine chemische Klärstufe eingebaut. Eine größere Optimierung erfuhr die Kläranlage 1994 bis 1996. Weil durch den Anschluss von Leibertingen, Kreenheinstetten, Lengenfeld und allen Täle-Orten an die Zentralkläranlage die zu reinigende Abwassermenge laufend steigt, musste die Anlage im November 2008 erneut optimiert und erweitert werden. Derzeit (2025) laufen die Planungen zur Erweiterung der Kläranlage um eine so genannte 4. Reinigungsstufe zur Beseitigung von Spurenstoffen.
Meßkirch beteiligt sich an der Initiative Bioenergiedorf.

## Persönlichkeiten

### Ehrenbürger
- 1908:[A 4] Karl Friedrich August Krötenheerdt, badischer Zuchtviehhändler, gebürtig aus Sachsen. Er erhielt im Mai 1910 vom König von Sachsen das Ritterkreuz 2. Klasse des Albrechtsordens verliehen.[30][44][48][108]
- 1932: Conrad Gröber (1872–1948), Doktor, Erzbischof von Freiburg.[44][108]
- 1933: Adolf Hitler (1889–1945), der nach 1933 in fast allen badischen Städten zum Ehrenbürger ernannt worden war, wurde wegen unwürdigen Verhaltens das Ehrenbürgerrecht wieder entzogen.[44]
- 1950:[A 5] Wilhelm Zimmermann († 3. Februar 1960), Regierungsveterinärrat, akademischer Ehrenbürger der Tierärztlichen Hochschule Hannover (1932); er kam 1907 als Bezirkstierarzt nach Meßkirch.[44][108]
- 1951: Otto Müller, Doktor, Notar und Meßkircher Heimatforscher.[44][108]
- 1952: Wilhelm Kraut senior (1875–1957), Unternehmer (Bizerba)[44][108]
- 1959, 26. September:[A 6] Martin Heidegger (1889–1976), Philosoph, Professor[44][108][109]
- 1971: Otto Meyer-König († 2001), Doktor, als Chefarzt leitete er das ehemalige Meßkircher Krankenhaus mehr als 20 Jahre bis zur Auflösung 1972.[44][108][110]
- 1976, 28. Mai: Bernhard Welte (1906–1983), Professor, Religionsphilosoph, der ebenfalls aus Meßkirch stammte.[44][108]
- 1977: Siegfried Steidinger (1907–?),[111] Unternehmer, der 1956 in Meßkirch ein Zweigwerk der Firma Dual eröffnet hatte.[44][108]
- 1986: Wilhelm Kraut junior (1906–1992), Senator und Unternehmer[44][108]
- 2003, 19. Juni:[A 7] Alexandra (* 1974) und Anita Hofmann (* 1977): volkstümliche Schlagersängerinnen; wohnen im Teilort Igelswies.[44][112]
- 2019, 12. April:[A 8] Arnold Stadler (* 1954), Schriftsteller

### Söhne und Töchter der Stadt
Aufgrund der Häufung von berühmten Söhnen und Töchtern der Stadt bezeichnet sich Meßkirch gerne als „Badischer Geniewinkel“.

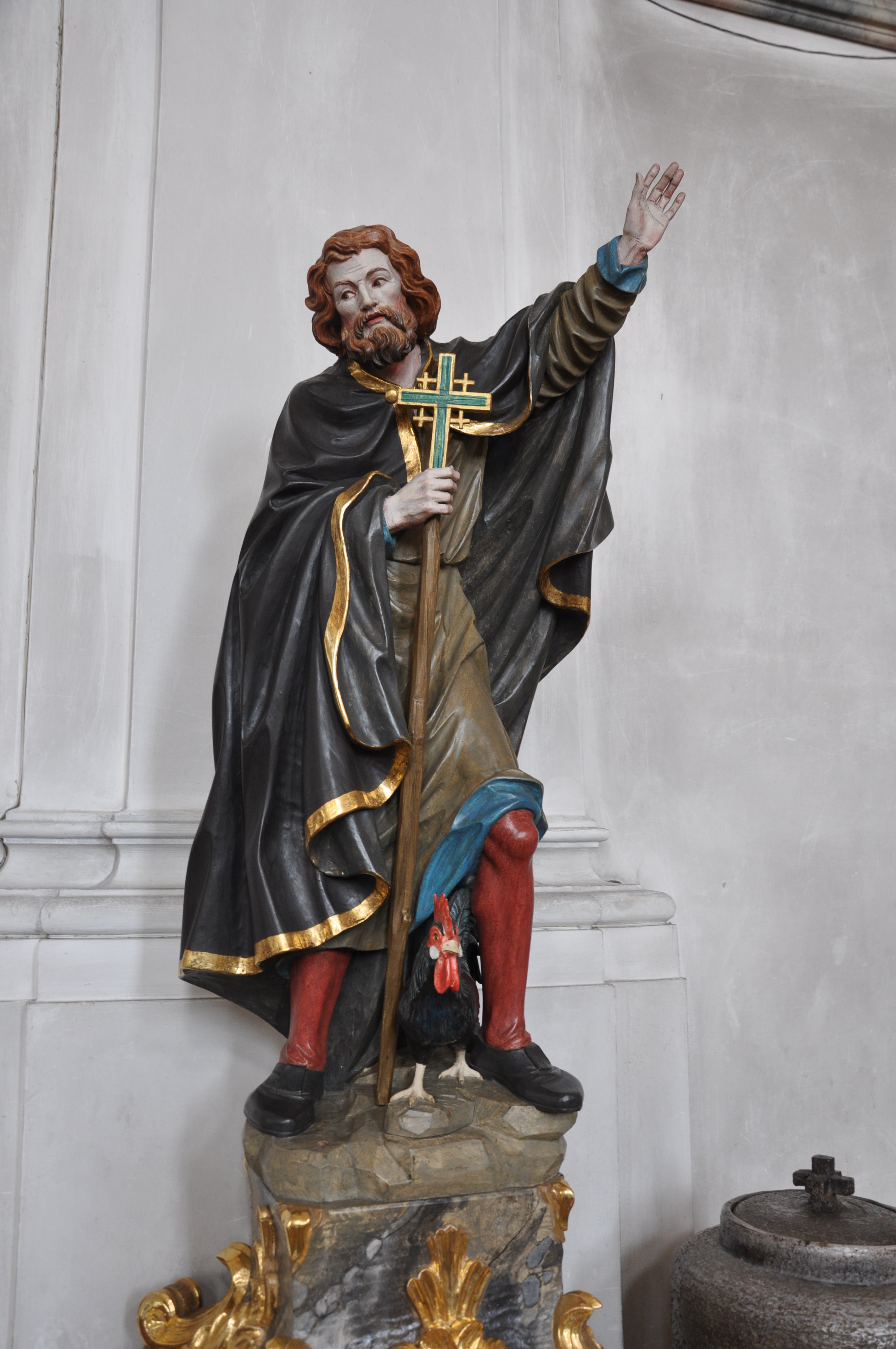
Statue des hl. Heimerad in der Pfarrkirche St. Martin in Meßkirch

- Heimerad (um 970–1019), Priester, Wanderprediger und Heiliger
- Eberhard von Rohrdorf (1160–1240?), Abt der Reichsabtei Salem
- Katharina von Zimmern (1478–1547), letzte Äbtissin des Fraumünsterklosters in Zürich
- Graf Wilhelm Werner von Zimmern (1485–1575), Historiker und Jurist
- Michael Dornvogel (etwa 1519–1589), Geistlicher
- Eleonora von Zimmern (1554–1606), Stifterin
- Peter Fahrenschon (16./17. Jahrhundert), Baumeister des Neuen Schlosses in Neustadt an der Aisch
- Franz Joseph Salzmann (1724–1786), fürstlicher Baumeister (St. Blasien)
- Rupert von Neuenstein (1736–1793), Fürstabt des Fürststifts Kempten (1785–1793)
- Franz Bernhard Neuffer (1747–nach 1794), katholischer Geistlicher und Dichter
- Franz Xaver Fischler (1770–1835), Hofmeister, Prinzenerzieher, Diplomat und Geheimrat
- Johann Baptist Seele (1774–1814), Hofmaler in Stuttgart
- Conradin Kreutzer (1780–1849), Komponist
- Julius Oskar Galler (1844–1905), Buchhändler, Reichstagsabgeordneter
- Friedrich Lauchert (1863–1944), katholischer Theologe, Literatur- und Kirchenhistoriker
- Regintrudis Sauter (1865–1957), Äbtissin, Wiederentdeckung, Übersetzung und Veröffentlichung des Werks von Hildegard von Bingen
- Theodor Fuchs (1868–1942), Marineoffizier, zuletzt Konteradmiral im Ersten Weltkrieg
- Conrad Gröber (1872–1948), Erzbischof von Freiburg
- Karl Müller (1881–1955), Botaniker, Önologe und Bryologe

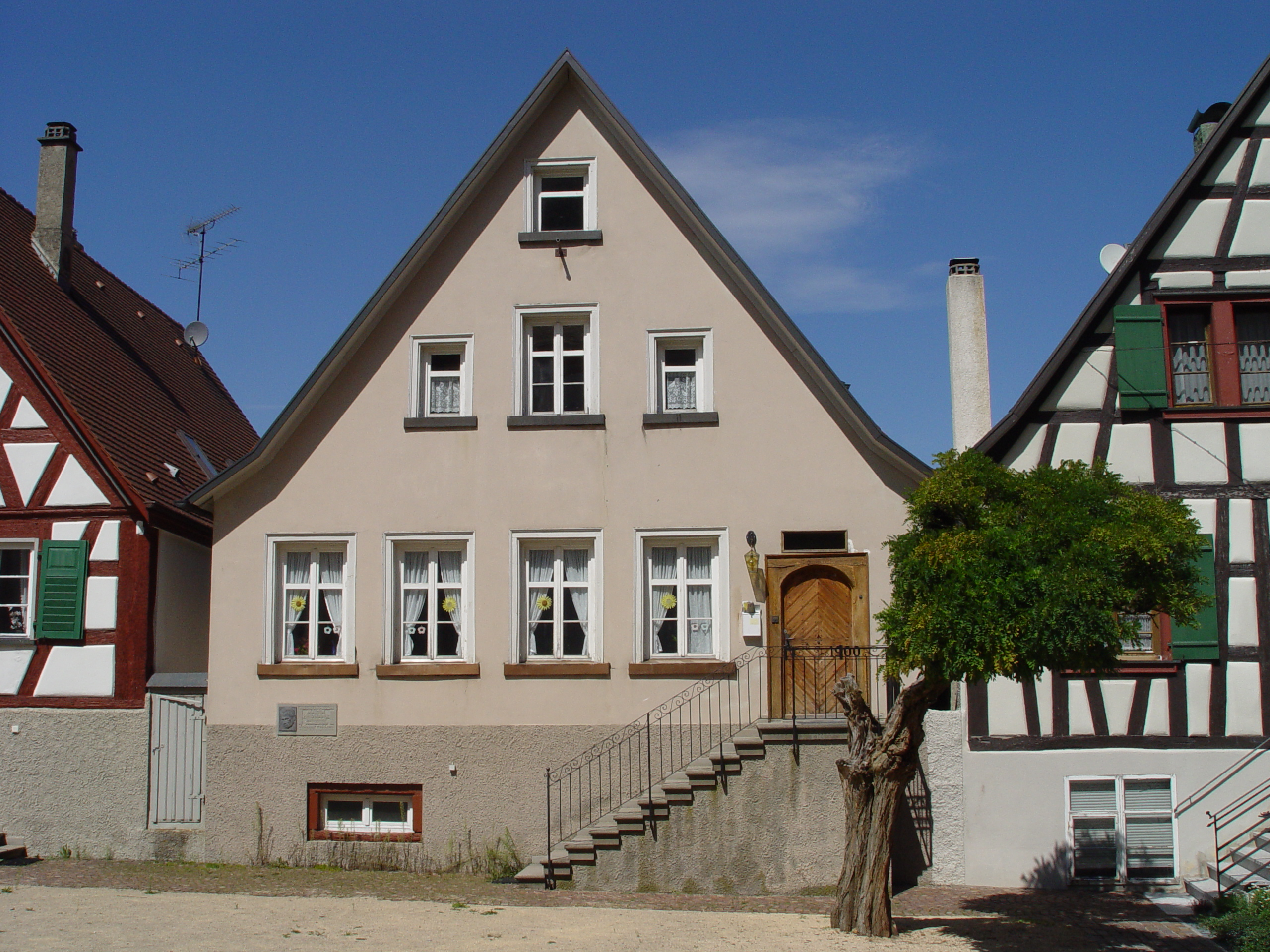
Im Mesmerhaus in Meßkirch wuchs der Philosoph Martin Heidegger auf.

- Martin Heidegger (1889–1976), Philosoph
- Anton Gabele (1890–1966), Volksschriftsteller
- Egon Itta (1890–1971), Maler
- Frederick Stark (geb. als Friedrich Stärk, 1891–1969), Filmkomponist und Musikdirektor bei Walt Disney
- Fritz Heidegger (1894–1980), Autor, Bruder von Martin Heidegger
- Bernhard Welte (1906–1983), Theologe
- Gerhardus Anselmus van Kleef (1922–1995), Altkatholischer Bischof von Haarlem
- Holger Münzer (1939–2017), Komponist und Schauspieler
- Heidi Maria Glössner (* 1943), Schauspielerin
- Peter Töpfer (* 1946), ehemaliger Zuhälter, heute Prediger der evangelisch-freikirchlichen Glaubensgemeinschaft Mission Kwasizabantu
- Berthold Bühler (* 1952), Koch, mit zwei Sternen im Guide Michelin ausgezeichnet
- Pirmin Stekeler-Weithofer (* 1952), Philosoph
- Thomas Schreijäck (* 1953), Theologe
- Arnold Stadler (* 1954), Schriftsteller, Büchnerpreisträger 1999
- Luzia Braun (* 1954), Filmemacherin, Redakteurin und Moderatorin
- Matthias Becher (* 1959), Historiker
- Martin Maier (* 1960), Jesuit, Theologe und Publizist
- Alexander Schnetzler (* 1979), Fußballspieler

### Andere Persönlichkeiten
- Graf Froben Christoph von Zimmern (1519–1566): Verfasser der Zimmerischen Chronik, Erbauer des Renaissanceschlosses (ab 1557) und der „Vorstadt“.
- Meister von Meßkirch (ca. 1490–1543): Maler, schuf bedeutende Werke in Meßkirch und im süddeutschen Raum
- Abraham a Sancta Clara (1644–1709): katholischer Geistlicher und Schriftsteller, besuchte die Lateinschule in Meßkirch
- Froben Ferdinand zu Fürstenberg-Meßkirch (1664–1741): Stellvertreter des Kaisers, holte Johann Caspar Bagnato und die Gebrüder Asam nach Meßkirch
- Johann Georg Brix (1665–1742): Stuckateur der Wessobrunner Schule und Hofbaumeister in Meßkirch.
- Johann Baptist Roder (1814–1890): Badischer Revolutionär, Begründer der Meßkircher Höhenfleckviehzucht, Landtags- und Reichstagsabgeordneter
- Mathilde Rüdt von Collenberg (1846–1911): Begründerin der altkatholischen Frauenbewegung
- Werner Fischer (* 1931), Historiker und Studiendirektor a. D., Träger des Bundesverdienstkreuzes am Bande und der Bürgermedaille der Stadt

## Literatur

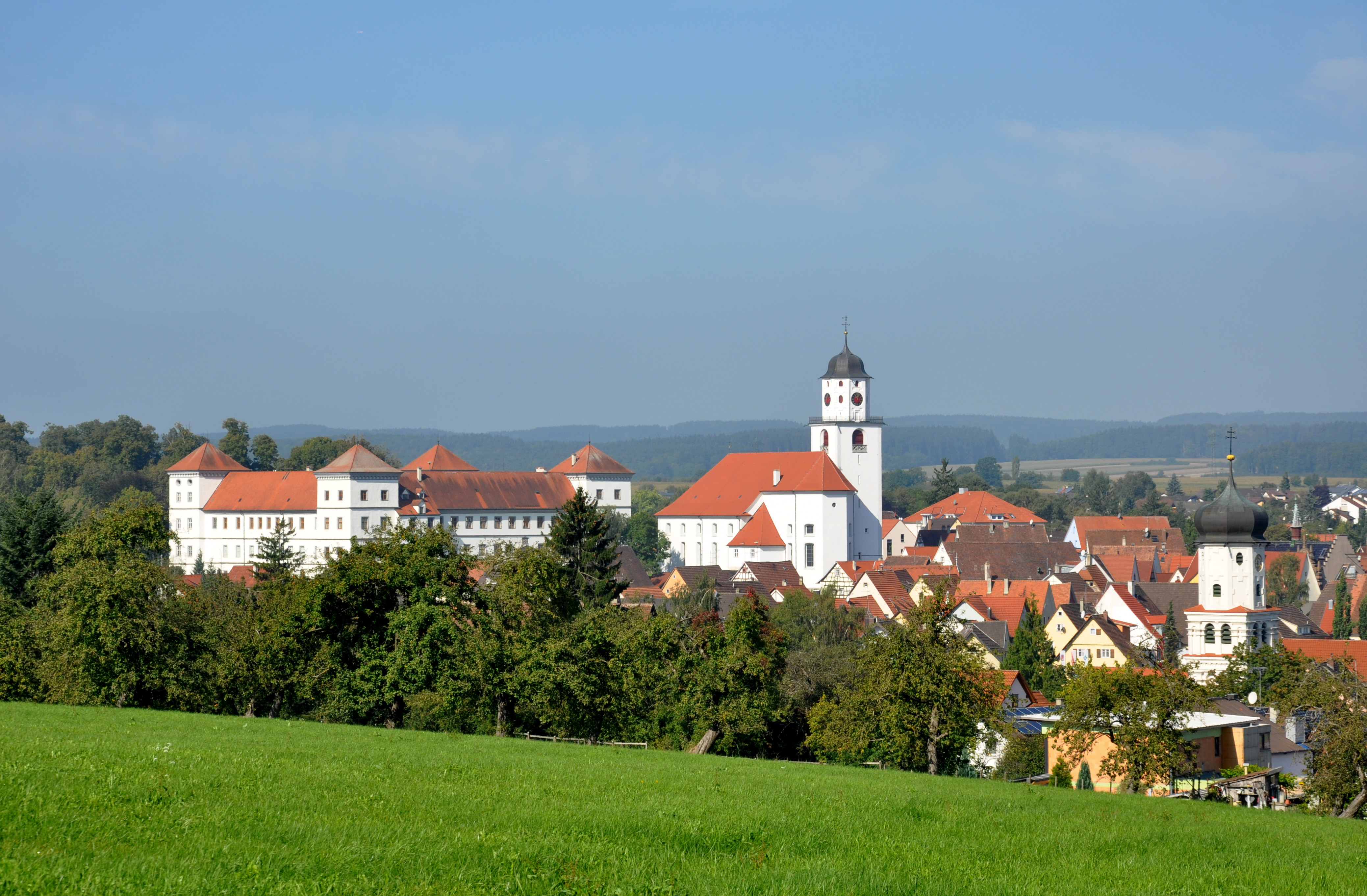
Schloss und Stadtpfarrkirche St. Martin von Süden gesehen, rechts der Turm der Liebfrauenkirche

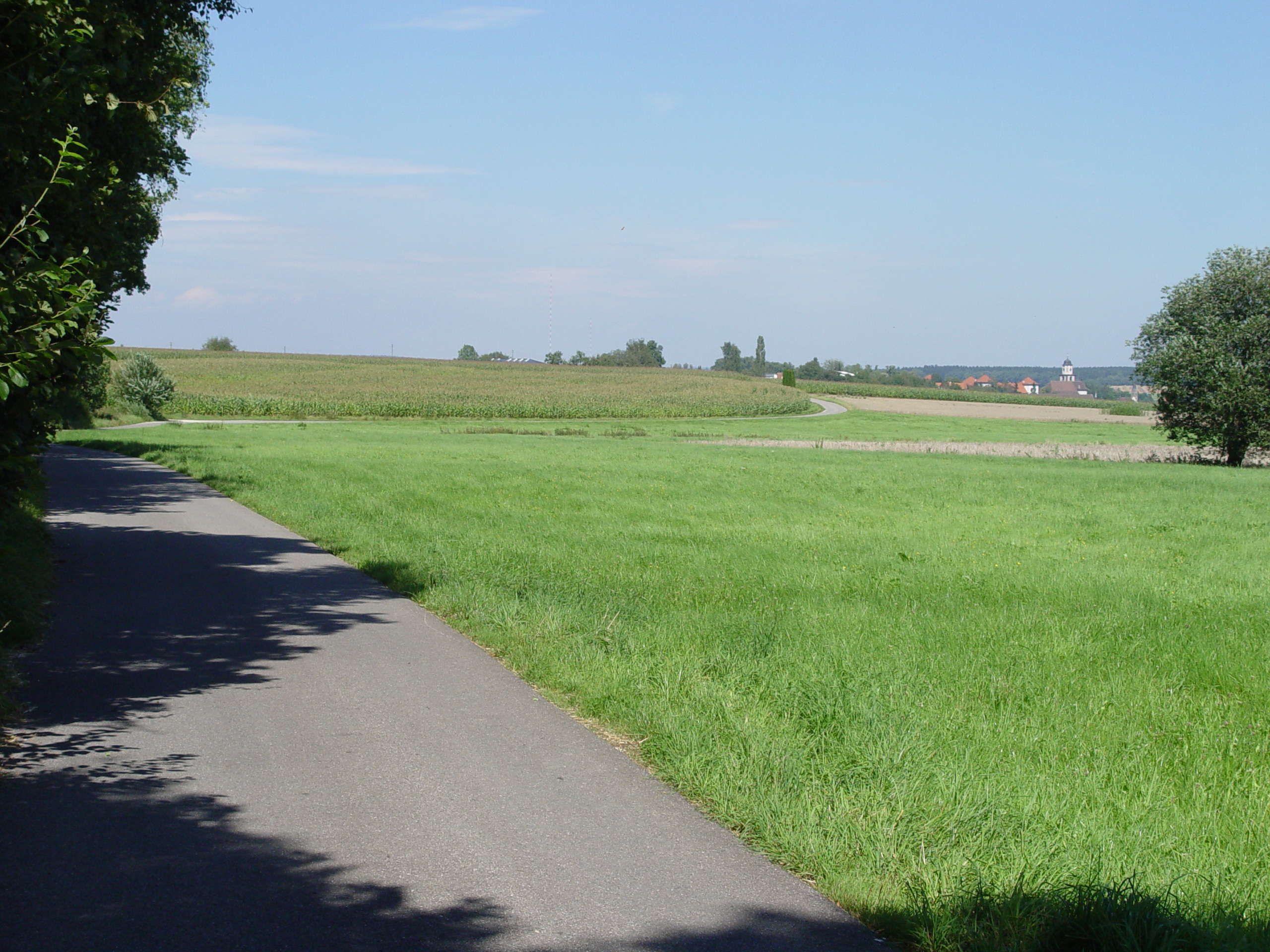
„Am Feldweg“ in Meßkirch, Heideggers Inspiration